# 環境に及ぼす人類の影響
（→en:Human impact on the environment05:43, 6 November 2020）
環境に及ぼす人類の影響（かんきょうにおよぼすじんるいのえいきょう、英: Human (or anthropogenic) impact on the environment）では、人類によって直接的または間接的に引き起こされた生物的物理的環境の変動および生態系や生物多様性や天然資源の異変 について記述する。
具体的には、地球温暖化や海洋酸性化などの環境劣化、大量絶滅や生物多様性の喪失 、生態系の危機や生態系崩壊などがある。社会の必要性に合わせて人類が環境を作り変えてしまうことが深刻な影響を引き起こしており、これは人口過多問題が続いているので悪化している。地球規模で環境に損害を（直接的または間接的に）与える人類の活動を幾つか挙げると、人口爆発、過剰消費、乱獲、公害、伐採などがある。地球温暖化や生物多様性の喪失といった問題の幾つかは人類の絶滅リスクを孕んでおり、人口過多はこれらの問題と強い関連がある。
「人為的(anthropogenic)」という用語は人類の活動から生じる影響や事象を指すものである。この用語は、ロシアの地質学者アレクセイ・パブロフによって最初に技術的意味で使用され、イギリスの生態学者アーサー・タンズリーによって植物群の極相における人類の影響への言及という形で初めて用いられた。1970年代半ばに大気化学者のパウル・クルッツェンが「人新世(Anthropocene)」という用語を導入した。この用語は、農業革命の始まり以降の人類活動から生じる汚染排出の文脈で使われたりもするが、人類が環境に及ぼす主な影響の全てにも広く当てはまる。環境の温度上昇要因となっている人類が起こす行動の多くは、様々な発生源（電気、車、飛行機、暖房、製造業、伐採など）からの化石燃料の燃焼に起因している。

## 人口過多

紀元前10000年から西暦2000年までの人口動静を見ると、人類は18世紀以降に爆発的増加を遂げている。

デイビッド・アッテンボローは、地球上の人口レベルを他のあらゆる環境問題の乗数として説明した。2013年、彼は人類を増加抑制に管理される必要がある「地球上の疫病」だと表現した。
過激思想家で論争家のペンティ・リンコラほか一部のディープエコロジストは、人口過多を生物圏全体に対する脅威と見なしている。2017年、世界中の科学者15,000人超が署名した『World Scientists' Warning to Humanity（世界の科学者による人類への警告）』第2巻が刊行され、同書は人口の急増が「多くの生態学的脅威さらには社会的脅威の背後にある主要な原動力」だと断言している。

## 過剰消費

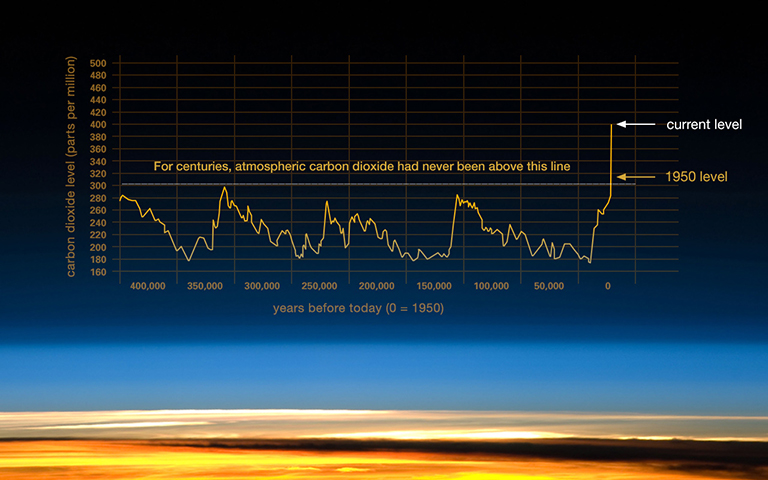
NASAの公表した過去40万年の二酸化炭素濃度グラフ

デイビッド・アッテンボローは、地球上の人口レベルを他のあらゆる環境問題の乗数として説明した。2013年、彼は人類を増加抑制に管理される必要がある「地球上の疫病」だと表現した。

過激思想家で論争家のペンティ・リンコラほか一部のディープエコロジストは、人口過多を生物圏全体に対する脅威と見なしている。2017年、世界中の科学者15,000人超が署名した『World Scientists' Warning to Humanity（世界の科学者による人類への警告）』第2巻が刊行され、同書は人口の急増が「多くの生態学的脅威さらには社会的脅威の背後にある主要な原動力」だと断言ていると言われる。
過剰消費とは、資源利用が生態系の持続可能容量を超えている状況である。それは生態系における人類の需要を生態系が再生可能な地球物質量と比較する資源収支算出法のエコロジカル・フットプリントによって測定可能である。推定によると、現在の人類の需要は地球の全生態系を合算した再生率よりも70％高いとされている。長期間に及ぶ過剰消費行動は環境劣化につながり、最終的には資源基盤の喪失につながる。
地球に及ぼす人類の全体影響は、単純な人口数値データ以外にも多くの要因による影響を受ける。人類の生活様式（豊かさや資源利用も全て含む）やそれらが生み出す汚染（カーボンフットプリントを含む）も同じく重要である。2008年、世界の先進国の住民が発展途上国の人達（地球人口の大半を占める）の約32倍という速さで石油や金属などの資源を消費している、とニューヨーク・タイムズは主張している。

様々な行動に対する二酸化炭素排出量の削減

人口過多の影響は過剰消費によってさらに悪化する。2017年にポール・R・ エルリックは次のように語っている。

豊かな西側諸国は今や地球の資源を吸い上げ、前例のないペースで地球の生態系を破壊しています。私たちはセレンゲティを横断する高速道路を建設したいとか、携帯電話向けにより多くのレアアースを入手したいと考えています。私たちは海洋からあらゆる魚を捕獲して、サンゴ礁を破壊し、大気中に二酸化炭素を放出しています。私たちは大きな絶滅イベントの引き金となっています。[中略]世界が目標とする米国のレベルで誰もが資源を消費した場合、あと4つか5つの地球が必要になるでしょう。私たちは地球の生命維持体系を破壊しているのです。

人類の文明は、全野生動物の83％と植物の半分の損失原因となっている。世界の鶏は全野生鳥類の重量の3倍で、家畜化された牛と豚に至っては全野生哺乳類を14倍上回っている。世界の食肉消費は2050年までに2倍以上になると予測され、世界人口が90億人を超える頃には恐らく76％に達し、それが更なる生物多様性の喪失および温室効果ガス(GHG)排出量増加の大きな原動力になるだろうと予測されている。

## 第一次産業

### 農業
農業の及ぼす環境への影響は、世界各地で行われている多彩な農業実践により様々である。 究極的には、農家の実践する生産方式によって環境への影響は左右される。 環境への排出と農業方式との関連は、降雨や気温といった他の気候変数にも依存するので、間接的である。

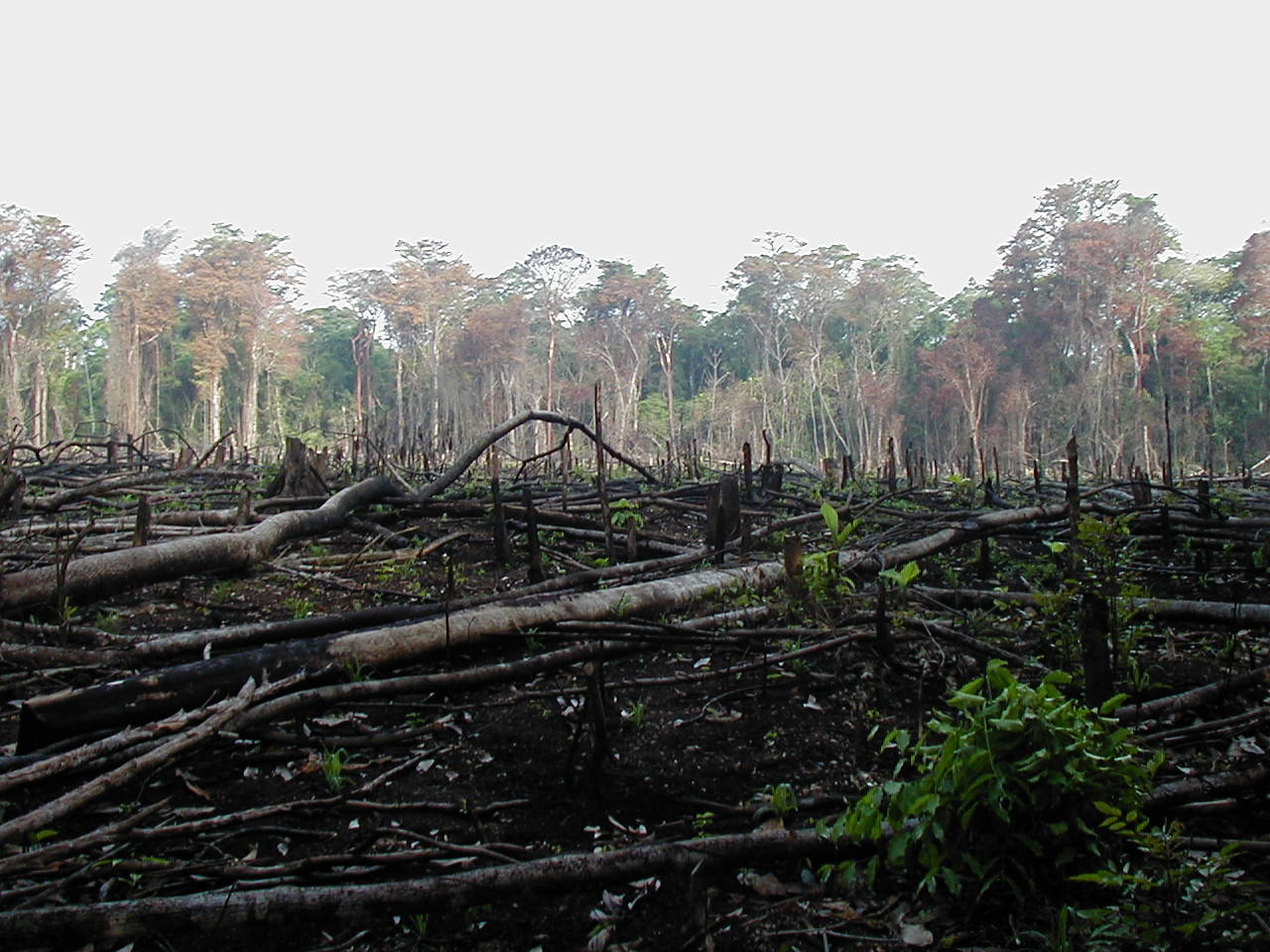
ラカンジャ（メキシコ南部）の焼畑

環境的影響の指標には、農家の生産手法に基づく「手法ベース」と、農業手法が農業システムや環境への排出量に及ぼす影響の「効果ベース」という2種類がある。手法ベース指標の例には、土壌に撒かれた窒素量に影響を受ける地下水の水質がある。硝酸塩による地下水の損失を反映する指標が効果ベースである。
農業による環境への影響には、土壌から水、空気、動物、植物、食品自体まで様々な要因が含まれる。農業に関連する環境問題を幾つか挙げると、気候変動、伐採、遺伝子工学、灌漑問題、汚染物質、土壌劣化、廃棄などがある。

### 漁業

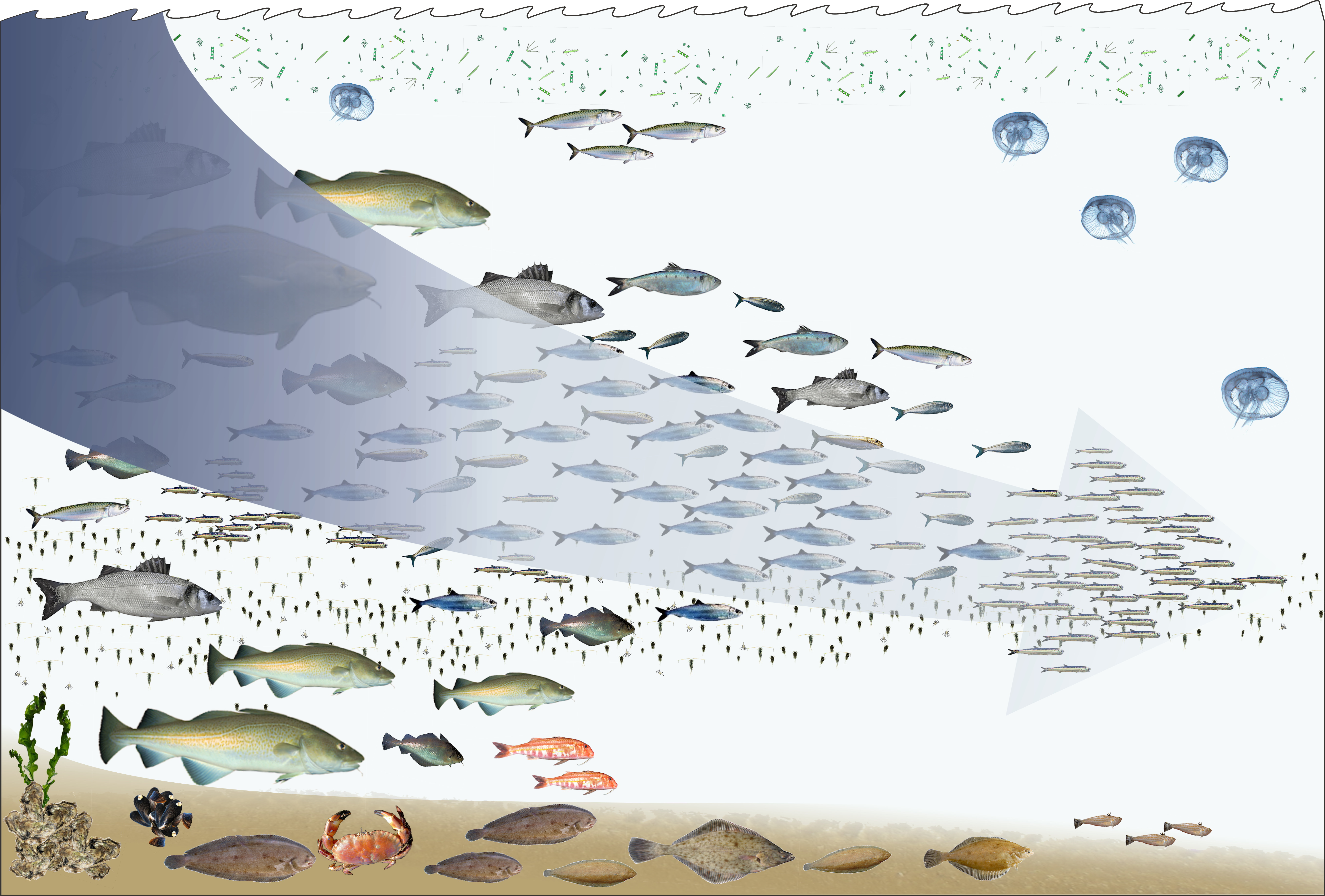
漁業が食物網を小さくするという図式

漁業の及ぼす環境への影響は、乱獲、持続可能な漁業、漁業管理といった捕まえる魚の入手可能性に絡む問題と、混獲、サンゴ礁等の生息地破壊、といった環境の要素に及ぶ漁業の影響に絡む問題に分けることが可能である。
これらの保護問題は海洋保全の一環として水産学プログラムの中で扱われている。獲っても構わない魚の数と人類の希望する漁獲高との間で隔たりが広がっており、世界人口が増加するにつれて悪化している問題である。他の環境問題と同様、生計手段を漁業に依存する漁師と、将来の魚群を持続できるようにするなら漁業の一部削減や廃業すらやむを得ないと認識する水産業学者との間には、対立がありうる。
2006年11月に学術誌サイエンスは4年間の研究を発表し、世界はこのまま行くと2048年に野生の魚介類を捕り尽くすだろうと予測している。この減少は、乱獲、汚染、それ以外の環境要因の結果であり、魚介類の生態系縮小と共に漁業人口を減らしていくことになったと科学者達は主張している。この分析は根本的に間違っているとの批判を未だに浴びており、多くの漁業管理当局、業界の代表者、科学者がその調査結果に異議を唱えていて、議論が続いている。日本を含めトンガ、米国、オーストラリア、ニュージーランドなど多くの国々や国際的な管理機構が海洋資源を適切に管理する措置を講じている。
2018年、国連食糧農業機関(FAO)が2年間に1度の『世界漁業・養殖業白書』を公表し、漁獲量生産は過去20年間一定だったが、持続不可能な乱獲が世界の漁業の33％にまで増加したことを指摘した。同白書はまた、養殖魚を生む水産養殖が1990年の年間1億2000万トンから2018年には1億7000万トン超に増加したことも指摘した。

### 灌漑
灌漑による環境への影響には、灌漑の結果生じる土壌と水の量や質の変化、灌漑構想の末端や下流で起こる自然条件や社会的条件における影響などがある。
灌漑構想は多くの場合、川から水を引いて地域全体にそれを分配するため、その影響は構想の導入と運用による水文学的条件の変化から生じる。判明している水文学的結果は以下の通り。
- 下流域の河川流量が減少
- 灌漑流域での蒸発量が増加
- 灌漑流域での地下水涵養が増加
- 地下水位の上昇
- 排水量の増加

土壌と水質に及ぶ影響は間接的で複雑であり、その後の自然、生態学的、社会経済的条件への影響は入り組んでいる。全てではないが幾つかの例として浸食や土壌塩害が起こりうる。しかし、灌漑は土壌排水と一緒に使用されることで、土壌から過剰な塩分を浸出させて塩害を克服することも可能である。
灌漑はまた掘抜きの井戸による地下水汲み上げで実施することも可能であり、水文学的な結果として灌漑は水位を下げることが判明している。その影響として化石水、地盤沈下、塩水くさびなどが生じる場合もある。
灌漑事業は大きな便益をもたらしうるが、悪い影響が看過されていることも多い。高出力の送水ポンプ、ダム、パイプラインなどの農業灌漑技術は、帯水層、湖、川といった淡水資源を大規模に枯渇させる原因となっている。 この大がかりな淡水転用の結果として、湖、川、沢が干上がり、周囲の生態系に深刻な変化や歪みが生じて、多くの水生種が絶滅する要因になっている。

### 農地損失

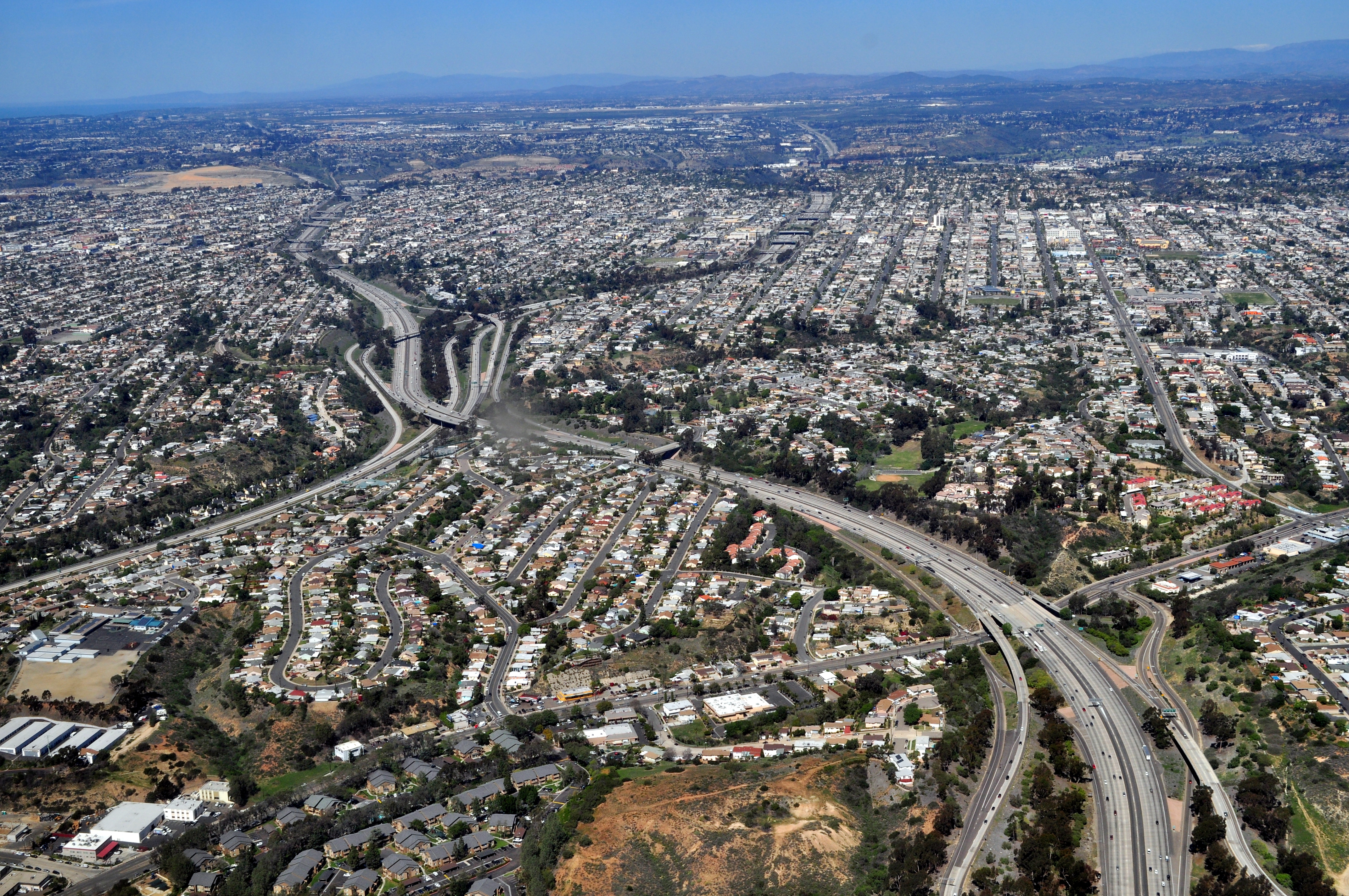
カリフォルニアのスプロール現象。

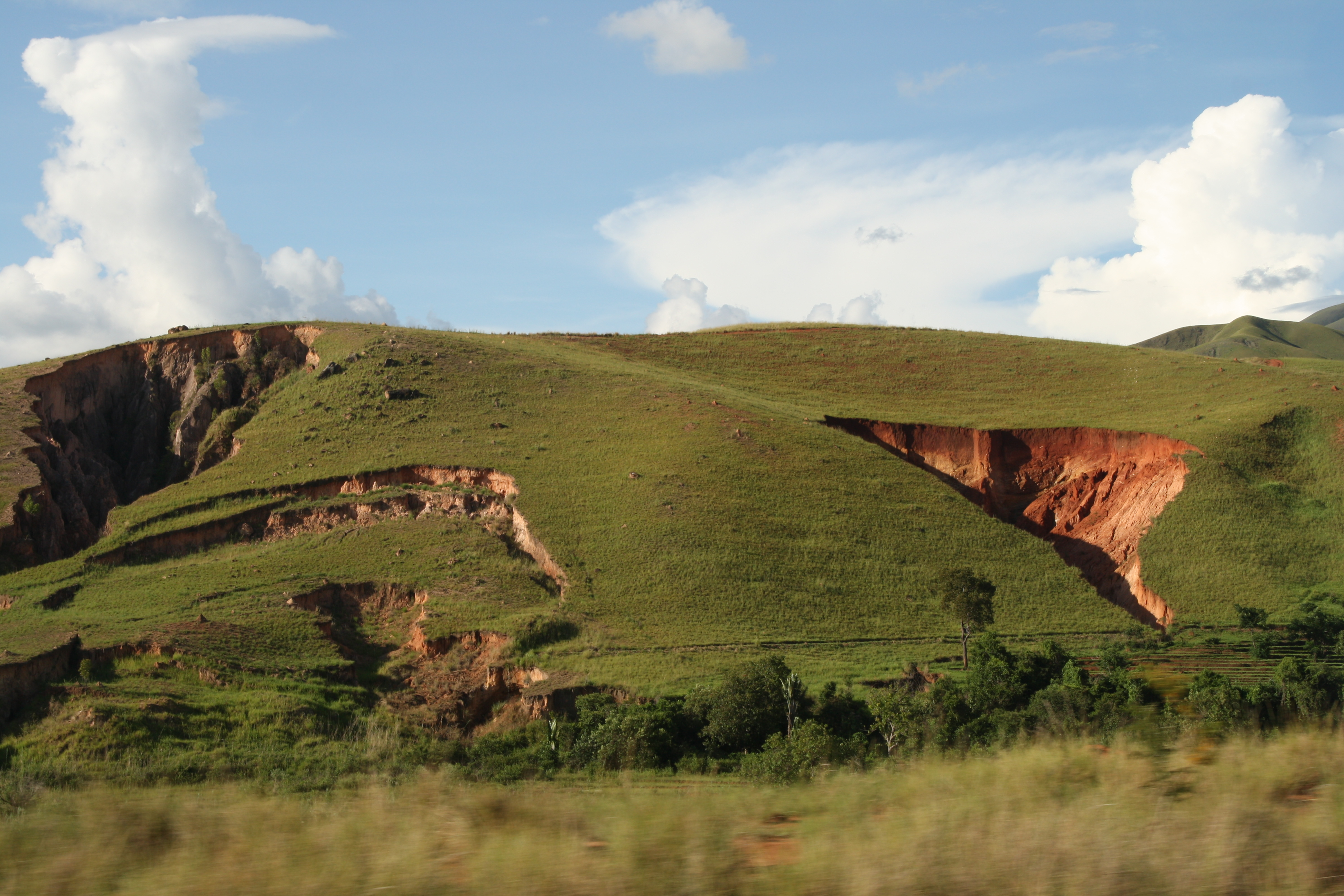
マダガスカルの土壌侵食

ラルとスチュワートは、劣化と放棄による世界規模の農地損失を年間1200万ヘクタールと推定している。こうした損失は土壌浸食だけでなく、塩害、栄養素や有機物の減少、酸性化、圧密、沈下なども一因となっている。人為的な土壌劣化は特に乾燥地域で深刻になる傾向がある。土質に焦点を絞ると、オルデマンは全世界で約1900万平方kmの土壌が劣化したと推定しており、土壌のほか植物被覆の劣化を含めると世界の乾燥地域で約3,600万平方kmが劣化するとの推算もある。農地損失の推定がある一方で、世界の作物生産に使われている耕作地面積は1961年から2012年にかけて約9％増加し、2012年には13億9,600万ヘクタールになったと推定されている。
世界平均の土壌侵食率は高いとされ、従来耕作地の侵食率は土壌生産率の推定値よりも桁が通常ひとつ多いと考えられている。
米国では、自然資源保全局(NRCS)による侵食推定用のサンプル取得は統計に基づき、推定には汎用土壌流亡式(USLE)と風食式(WEE)が用いられる。 2010年に、米国領土以外の土地における岩床、リル (地形)、風食による年間平均土壌流出は、耕作地では10.7トン/ ha、牧草地では1.9トン/ haと推定された。米国耕作地の平均土壌侵食率は1982年以来約34％減少している。小麦や大麦などの穀物生産に使用される北米耕作地では、不耕起や低耕起の実践がますます一般的になっている。未開墾の耕作地では、直近2010年の平均総土壌損失が年間2.2トン/ haである。従来の耕作法を用いる農業と比較して、不耕起農法は土壌生産率に非常に近い侵食率で済むことから、持続可能な農業の基盤を提供しうるものだと示唆されている。
土壌劣化とは、土地作業する人為的過程の組み合わせによって生物的・物理的環境の価値が影響を受けるプロセスである。それは有害や望ましくないと認識される土壌への変更や攪乱と見なされている。原因として自然災害は除外されるが、人類の活動は洪水や山火事などの現象に間接的影響を与えている可能性がある。土壌劣化は農業生産性、環境、食糧安全保障に影響を及ぼすため、このことは21世紀の重要なテーマだと考えられている。世界にある農地の最大40％が深刻に劣化していると推定されている。

### 畜産

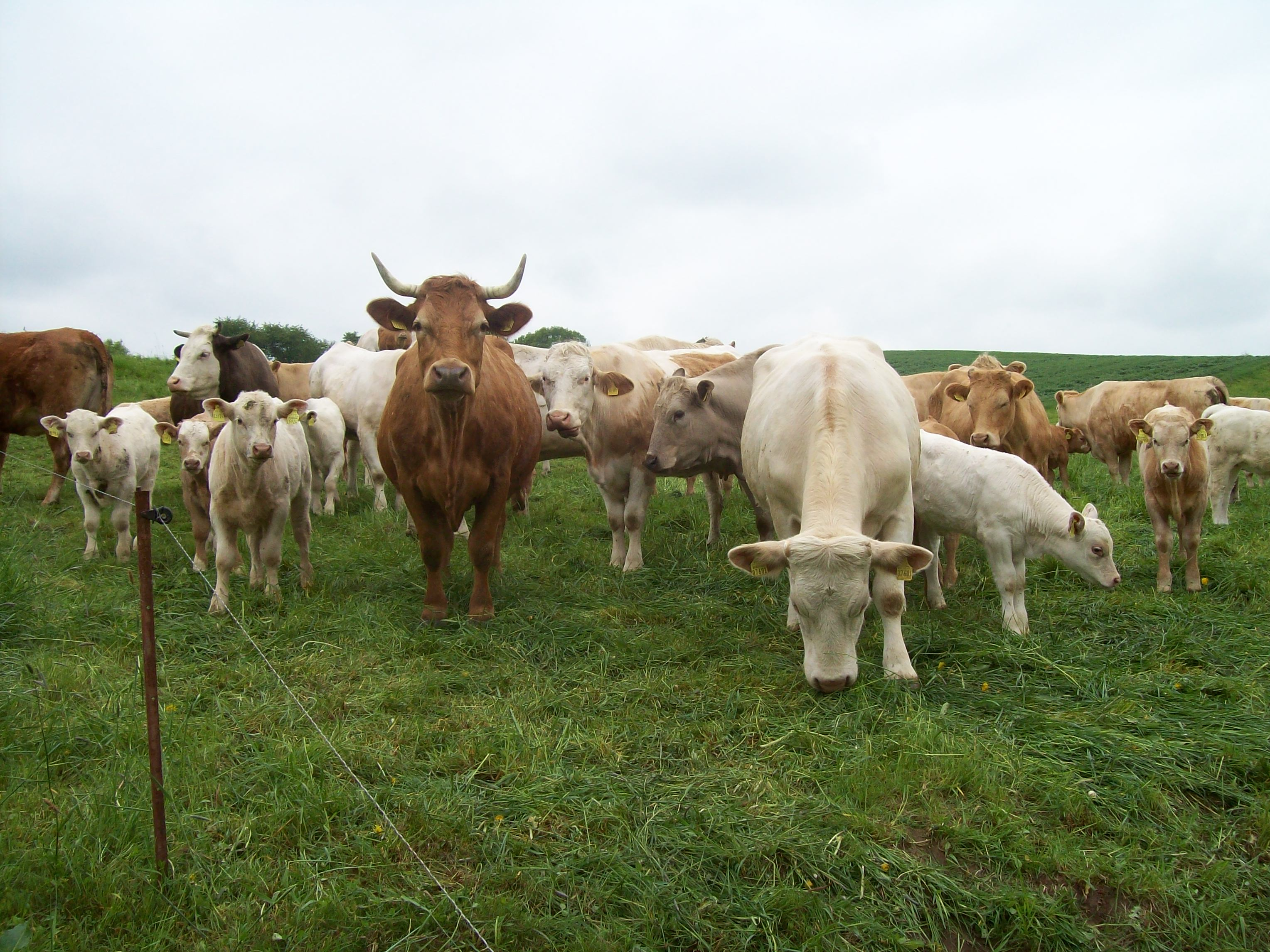
全世界で、畜産業が与えてくれるのはカロリーの僅か18％だが、農地の83％を使っており食品の温室効果ガス排出量の58％を排出している。

地球上にいる哺乳類のバイオマス
食肉生産に関連した環境への影響には、化石エネルギーや水資源や土地資源の利用、温室効果ガス(GHG)の排出、場合によっては熱帯雨林の伐採、水質汚染、種の絶滅などの悪影響がある。FAOの推定によると、世界の人為的なGHG排出量の18％（二酸化炭素換算で100年と推定）は、何らかの畜産業と関わりがある。2011年のFAOデータでは、精肉が世界の畜産物トン数の26％を占めることが示されている。
世界的には、腸内発酵（主に反芻家畜の）が人為的メタン排出の約27％を占める。メタンが100年間の地球温暖化を起こしている可能性があるにもかかわらず、近年では気候-炭素循環フィードバック無しで28、有りでも34と推定されており、 メタン排出は現在のところ球温暖化への寄与が比較的小さい。 メタン排出の削減は温暖化に急速に影響するであろうが、期待される影響は小さいと予想されている。畜産業に関連した他の人為的GHG排出には、化石燃料消費（主に飼料の生産、収穫、輸送で）からの二酸化炭素、および窒素肥料の使用、窒素固定マメ科植物の成長および肥料管理に関連する亜酸化窒素排出などがある。畜産や飼料生産からのGHG排出を軽減できる管理実践は特定されている。
主に飼料となる植物の生産に水が使われているため、水使用の相当な部分が畜産業に関連している。 家畜や精肉に関連した水使用量の公表推定値が幾つかあるが、こうした生産に割り当てられる水使用量は滅多に推定されない。例えば「グリーンウォーター」の使用とは降雨によって直接もたらされた土壌水の蒸発散の活用である。そして「グリーンウォーター」が世界の肉牛畜産の「ウォーターフットプリント」の94％を占めると推定されており、放牧地では肉牛畜産に関連する水使用量の99.5％が「グリーンウォーター」とされている。
特に集約畜産が行われている場合、放水や浸透水内にある肥料ほかの物質による水質被害が懸念される。米国では、32業種の比較で畜産業界は水質浄化法および大気浄化法に基づく環境規制の法令順守記録が比較的良好であることが判明したが、大規模な畜産による汚染問題は違反が発生した地点で深刻になる。アメリカ合衆国環境保護庁より様々な対策が提案されており、これらが特に家畜による河川水質や河岸環境への被害を軽減するのに役立っている。
一部の牛肉データで示されているように、畜産手法の変化は畜産による環境への影響を変化させる。 米国の牛肉生産方式では、2007年に主流となった手法で1977年よりも化石燃料の使用量が8.6％削減、温室効果ガスの排出量が16％削減（100年の二酸化炭素に同等と推定）、取水量が12％削減、土地利用が33％削減したと推定されている。米国では1980年から2012年にかけて人口が38％増加した一方、小型反芻動物の頭数は42％減少、牛および仔牛の頭数は17％減少、家畜からのメタン排出量は18％減少した 。ただし牛の頭数減少にもかかわらず、米国の牛肉生産はその期間ずっと増えていた。
食肉畜産業の影響の中には一部環境的に有益だと考えられるものもある。具体的には、人間の食用ではない穀物かすを飼料に転用することによる廃棄物削減、侵略性があり有害な雑草の防除やその他植物の管理をする除草剤の代替としての家畜利用、製造にかなりの化石燃料使用を必要とする合成肥料の代用品として動物の屎尿を厩肥に活用すること、野生動物の生息地増大に向けた放牧の活用、放牧の実践に応じた炭素隔離などがある。とはいえ、査読付き学術誌に掲載されている幾つかの研究によると、食肉需要の増大は森林伐採と生息地破壊の大きな推進力であり著しい生物多様性喪失の一因となっている。加えて、生物多様性及び生態系サービスに関する政府間科学政策プラットフォーム(IPBES)による2019年の『生物多様性と生態系サービスに関するグローバル評価報告書』も食肉生産目的の土地利用増加が生物多様性の喪失における重大な役割を果たしていると警告している。2006年の国連食糧農業機関(FAO)の報告『畜産業の環境負荷報告書(原題:Livestock's Long Shadow)』では、この惑星の地表面の約26％が家畜の放牧に充てられていることが判明した。

## 生態系への影響

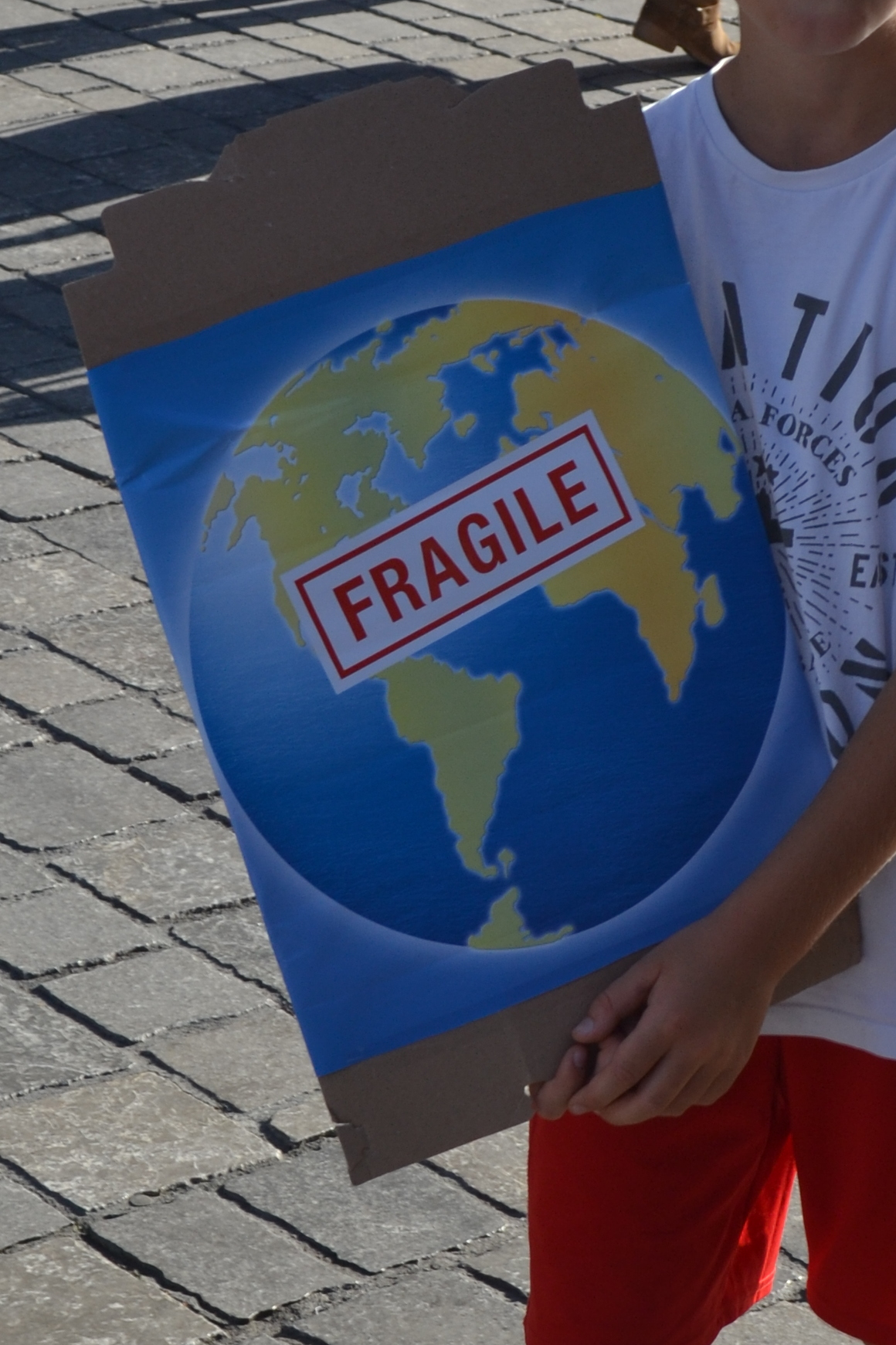
環境保護活動を訴えるデモ行進をする子供。2018年

### 環境破壊
人類の活動が環境破壊を引き起こしており、それは空気、水、土壌といった資源の枯渇、生態系の破壊、生息地の破壊、野生生物の絶滅、汚染を介した環境の劣化のことを指す。それは有害であったり望ましくないと認識された環境への変化または攪乱だと定義されている。I = PATの数式で示されているように、環境への影響(I)や劣化は、既に非常に大きく増加している人口(P)、持続的に増えていく経済成長や一人当たりの豊かさ(A)、資源枯渇および汚染技術(T)が組み合わさって引き起こされている。

### 生息地分断化
ネイチャー誌の2018年調査によると、海洋の87％と陸地の77％（南極大陸を除く）は人為的な活動によって変化しており、地球上にある陸地の23％が原野のままとなっている。
生息地分断化は生息地の損失につながる大規模な生息地の減少である。 生息地分断化および損失が世界じゅうの生物多様性の喪失や生態系の劣化の主な原因だと考えられている。 人類の行動は生息地の連続性や質を変化させる生息地分断化および損失に大きな原因となっており、 生息地分断化の結末を理解することが生物多様性の保全および生態系の機能強化にとって重要である。
農業用の植物は繁殖を受粉に依存しており、人間にとって重要な食事である 野菜や果物も受粉が頼りである。 生息地の破壊がある時は常に、受粉が減って収穫量も減少する。植物の中には種子の飛散を動物の食餌行為に依存するものがある。そのため、動物の生息地破壊はそれらに依存する全ての植物種に深刻な影響を与える。

### 大量絶滅
生物多様性とは一般的に地球上の生命体の多種多様さを指し、この惑星にいる様々な種の数によって表される。 出現して以来ホモサピエンス（ヒト種）は種全体を直接（狩猟などを通じて）または間接的に（生息地破壊などにより）殺しており、驚くべき速さで種の絶滅を引き起こしている。 人類は完新世の絶滅と呼ばれる現在の大量絶滅の原因であり、通常のバックグラウンド率（比較基準となる率）の100倍から1000倍の絶滅を引き起こしている。専門家の大半は人類が種の絶滅を加速させていることに同意しており、人類がいない前提なら地球の生物多様性は衰退どころか指数関数的に増加するだろうと述べる学識者も数名いる。完新世の絶滅は継続中であり、肉の消費、乱獲、海洋酸性化、両生類危機などが生物多様性における世界的減衰の事例である。人口過多とそれに伴う過剰消費がこの急減少の主な推進力だと考えられている 。2017年の『World Scientists' Warning to Humanity（世界の科学者による人類への警告）』は、とりわけ人類によって解き放たれたこの6番目の絶滅イベントが多くの現生生物を滅ぼしており、今世紀末までに彼らを絶滅に追いやる可能性があると主張している。
『米国科学アカデミー紀要』で発表された2020年の研究では、現代の絶滅危機は「不可逆的なので文明の存続にとって最も深刻な環境脅威になるかもしれず」、またその加速は「人類の数と消費率が依然として急増しているため確実なもの」だという。

### 生物多様性の減少
生態系のコミュニティから動物が失われることを生物減少 (Defaunation) という。
1970年から2016年にかけて、世界の野生生物の68％が人類の活動によって破壊されたと推定されており、南米では70％損失したと考えられている。『米国科学アカデミー紀要』で公表された2018年5月の調査では、人類文明の黎明期以来、野生哺乳類の83％、海洋哺乳類の80％、植物の50％、魚類の15％が失われてしまったことが判明した。 現在、家畜は地球上にいる全哺乳類のバイオマスの60％を占めており、次に人間（36％）そして野生哺乳類（4％）が続く。 IPBESによる2019年の『生物多様性と生態系サービスに関するグローバル評価報告書』によれば、人類文明は100万種の動植物を絶滅の危機に追いやっており、これらの多くは今後数十年で消滅すると予測されている。
植物の生物多様性が減少すると、残っている植物の生産性が低下し始める。結果として、生物多様性の喪失は世界中の生態系の生産性に対する脅威であり続け、これが自然の生態系機能に多大な影響を及ぼす。
合計28,000種の植物を評価した2019年の報告書は、その半分近くが絶滅の脅威に直面していると結論付けた。植物に着目して判明したこの破綻状況は「植物の見落とし(plant blindness)」とされており、動物よりも多くの植物が絶滅に瀕しているため、これは憂慮すべき傾向である。地球上にある居住可能な土地の半分が農業に使われているため、我々の農業増加は生物多様性を植栽する以上の犠牲を払っており、これが植物絶滅危機の背景にある主な理由の1つとされている。

### 侵入種
新たな地域に種（特に植物）を導入することは、手段や理由がどうであれ広範囲な環境に多大かつ恒久的な変化を生じさせる。例としては、地中海へのイチイヅタ導入、カリフォルニア草原へのエンバク種導入、北米へのイボタノキ、クズ、エゾミソハギの導入などがある。ネズミ、ネコ、ヤギは多くの島で生物多様性を根本的に変化させた。加えて、導入は異種交配（バッファローと家畜牛や狼と飼い犬など）が行われた生来の動物相にも遺伝的変化を生じさせる結果となった。

### サンゴ礁の死滅

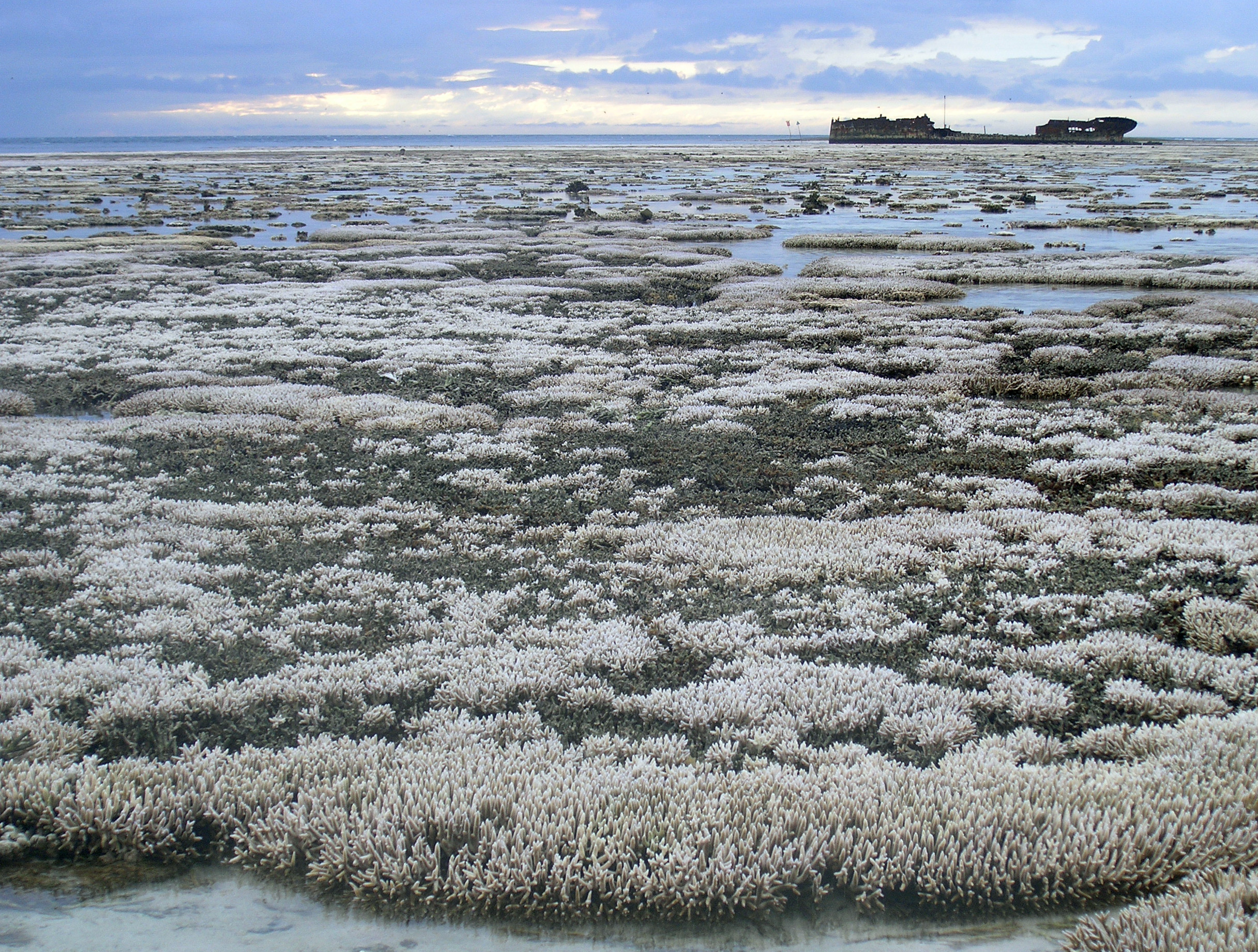
オーストラリアにあるグレート・バリア・リーフの一部地域で起こった、大きなサンゴの白化現象

人口過多が原因でサンゴ礁が世界中で死滅している特に、サンゴ採掘、汚染、乱獲、ダイナマイト漁、運河の掘削、島や湾への往来、などがサンゴの生態系に対する深刻な脅威となっている。 サンゴ礁はまた、汚染、病気、破壊的な漁業活動、海洋温暖化に起因する大きな危険に直面している。これら問題点の解決策を見つけるため、研究者はサンゴ礁に影響を与える様々な要因を研究している。要因を列記すると、二酸化炭素吸収源としての海洋の役割、大気の変化、紫外線、海洋酸性化、生物学的ウイルス、遠く離れたサンゴに化学物質を運ぶ砂嵐の影響、汚染物質、藻類ブルームなどがある。サンゴ礁は沿岸地域の向こう側まで脅かされている。
一般的な推定では、世界のサンゴ礁の約10％が既に死滅している。世界のサンゴ礁の約60％は、人類が関与した破壊活動によって危機状態にあると推定されている。サンゴの健康に対する脅威は東南アジアで特に強く、そこではサンゴ礁の80％が絶滅の危機に瀕している。

### 廃水による汚染
家庭、産業、農業の廃水は、水界生態系に放出される前に処理のため廃水処理施設に向かう。これら処理プラントの廃水は、周囲の生態系に影響を及ぼしかねない様々な化学的・生物学的汚染物質の混合物を含んでいる。 例えば、栄養分豊富な水は汚染物質に耐性のあるユスリカ科の大群を発生させ、これが続いて食虫のココウモリをおびき寄せる。これら昆虫は外骨格に毒素を蓄積しており、それを食虫性の鳥やコウモリに渡す。結果として、これら動物の組織や臓器に金属が蓄積することになり、DNA損傷や組織病理学的病変を生じさせる場合がある。 さらに、この脂肪が豊富な獲物の偏食は、エネルギー貯蔵とホルモン産生に変化を引き起こす可能性があり、休眠、生殖、代謝、そして存命に重大な影響を及ぼす場合もある。
廃水中の細菌、ウイルス、真菌といった生物学的汚染物質も周囲の生態系を変容させうる。この廃水から生じる虫が病原菌を近くの水源に拡散させる場合がある。 人間から噴出する病原菌は、この廃水から処理プラントで採餌する生物へと伝染する可能性があり、これが細菌・ウイルスによる感染症や微生物叢による腸内毒素症をもたらす場合がある。

## 気候変動の影響

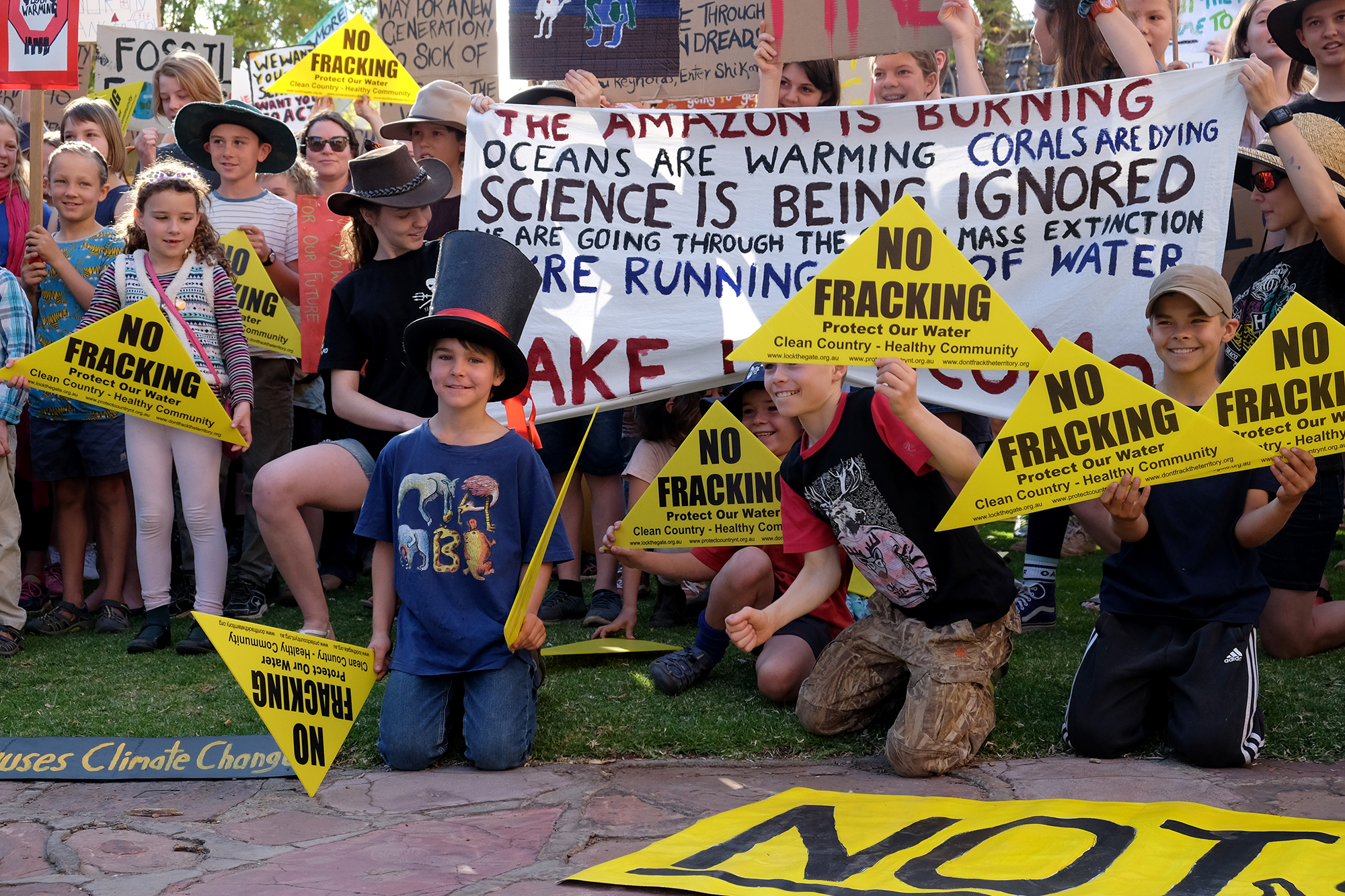
オーストラリアのアリススプリングスで行われた2019年9月のグローバル気候マーチ

地球温暖化は、大気中の二酸化炭素濃度増加の結果であり、主に石油、石炭、天然ガスなどの化石エネルギー源の燃焼によって引き起こされる。こうした地球規模の炭素循環の膨大な変遷は、化石燃料の採掘精製作業、発電所や自動車エンジンでの燃焼、高度な農業実践への適用にまで及ぶ、先進技術の導入や活用によってのみ可能である。家畜は、温室効果ガスの産生および熱帯雨林など炭素吸収源の破壊の両方を通じて、気候変動の一因となっている。2006年の国際連合食糧農業機関の報告によると、大気中にある温室効果ガス排出の18％は家畜によるものである。家畜の飼育とそれらを養うのに必要な土地は結果的に数百万エーカーの熱帯雨林破壊をもたらし、肉の世界的な需要が高まるにつれて土地の需要も高まっていく。 1970年以降に伐採された熱帯雨林の土地面積の91％が家畜のために使用されている。大気中の二酸化炭素濃度の増加によって引き起こされる潜在的な環境への悪影響は、地球規模の気温上昇、水文地質循環の変化、より頻繁で深刻な旱魃、暴風雨、洪水、ほかには海面上昇や生態系の混乱などがある。

### 酸沈着
エネルギーのため人類に燃やされた化石は一般的に酸性雨の形で戻ってくる。酸性雨は硫黄酸化物や窒素酸化物を多く含んだ降雨で、霧や雪といった形で発生することもある。酸性雨は、小川、湖、湿地ほかの水生環境に様々な生態学の影響を与える。それは森林を傷つけ、土壌の必須栄養素を奪ってアルミニウムを土壌に放出し、樹木にとっては水の吸い上げが非常に困難になる。
研究者達は、昆布、アマモ、ほかの植生が二酸化炭素を効果的に吸収して海洋の酸性度を低減させていることを発見した。そのため、これらの藻を育てることが海洋生物に及ぶ酸性化の有害影響を緩和するのに有用な可能性があると科学者達は言っている。

### 植生のオゾン層破壊
オゾン層破壊は世界じゅうの植物（自然生態系の植物と農作物の両方）に損害を与える。それは葉の気孔を通って入りこみ、呼吸プロセス中にその植物組織を燃焼させて植物を傷つける。
オゾン層破壊によるオゾンレベルの低下は、地球表面にて太陽光線からの保護が弱くなりUVB放射への曝露が多くなることを示している。 UVB放射は植物の発達および生理学的プロセスに影響を与える。 これらの影響としては、植物の形状変異、発育段階時期の変調、植物内の栄養素分布異常、二次代謝の変化などがある。

### 窒素循環の崩壊
特に懸念されるものが亜酸化窒素で、これは大気中の平均寿命が114-120年であり、温室効果ガスとしては二酸化炭素の300倍もの影響がある。工業プロセス、自動車、農業の施肥によって生成された窒素酸化物(NOx)と、硝化作用に付きものの副産物として土壌や家畜から放出されたアンモニアは、生態系の風下へと運ばれて窒素循環と栄養素の損失に影響を与える。NOxとアンモニア排出について確認されている主な6つの影響は次の通り。
1. アンモニウムエアロゾル（PM微粒子）による大気の可視性低下
2. オゾン濃度の上昇
3. オゾンとPM微粒子が人間の健康に与える影響（例:呼吸器疾患、癌）
4. 放射強制力の増加と地球温暖化
5. オゾン沈着による農業生産性の低下
6. 生態系の酸性化[128]と富栄養化

## 科学技術の影響
科学技術の導入は、不可避かつ想定外な環境への影響を結果的にもたらす事がしばしばあり、これはI = PATの式に則ってGDP単位ごとに生じる資源利用や汚染として測定される。科学技術導入によって引き起こされる環境への影響は多くの場合いくつかの理由で不可避だと認識されている。第一に、多くの科学技術の目的が人類の認知された利益のために自然を利用・管理ないし「改善」することであると同時に、自然界にある無数のプロセスが進化によって最適化され絶えず調整されていることを考慮するなら、 科学技術による自然な過程の妨げは環境に悪い結果を生じさせる可能性がある。第二に、素材資源やエネルギーが科学技術によって移動ないし操作される時は常に環境への影響が不可避なことを質量保存法則と熱力学第一法則（いわゆるエネルギー保存の法則）は示している。 三番目に、熱力学第二法則によると体系内（人類の経済など）の秩序は体系外（すなわち環境）の無秩序またはエントロピーを増大させることによってのみ増やすことが可能である。したがって、科学技術は人類の経済に「秩序」（すなわち、建物、工場、輸送ネットワーク、通信システムなどに現れる秩序）を作り出すことができるが、環境においては「無秩序」の増加原因に過ぎない。 多くの研究によると、エントロピーの増加は環境への悪影響と相関している可能性がある。

## 鉱業

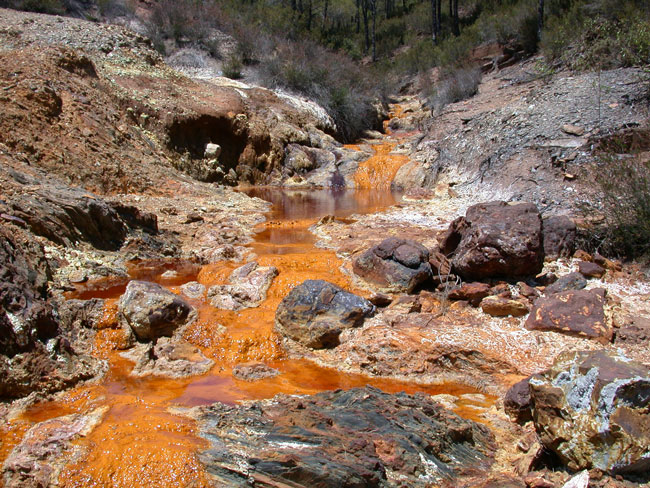
リオティント川の酸性鉱山排水

鉱業による環境への影響には、浸食、シンクホールの形成、生物多様性の喪失、鉱業活動から生じた化学物質による土壌、地下水、地表水の汚染などがある。 場合によっては、鉱山付近で追加の森林伐採が行われ、発生した砕片や土壌を保管するための空き地が増える。
植物は自身の成長に若干の重金属を必要とするが、金属が過剰になると一般的には植物に有毒である。 重金属汚染された植物は一般に、成長、収量、出来高の低下が発現する。 重金属による汚染は土壌の有機物組成を減少させ、結果的に土壌の栄養素が減少してそれが植物の成長を滞らせたり死滅に至ることさえある。
環境負荷が出来上がる他に、化学物質の漏洩から生じる汚染は現地住民の健康にも影響を及ぼす。 一部の国では鉱業会社が環境法令や原状復帰法令に従うことを義務付けられており、採掘エリアが元の状態とほぼ同じに復帰されるようになっている。一部の採掘方法は、環境や公衆衛生に重大な影響を与える場合がある。重金属は一般的に土壌生物相に対して毒性を示し、これは微生物プロセスの影響を介して土壌微生物の数のほか活動も減少させる。 重金属濃度が低いこともまた植物の生理的代謝を阻害する可能性が高まる。 

## エネルギー産業
環境発電とエネルギー消費による環境への影響は様々である。 近年は様々な再生可能エネルギー資源の商業化が進む傾向にある。
現実世界では、化石燃料資源の消費は地球温暖化と気候変動をもたらす。しかし、世界の多くの地域で（化石燃料産業の）変化はほとんどど起こっていない。もしも石油ピーク理論が真実だと証明されるなら、より多くの実行可能な代替エネルギー資源の模索が環境により優しいものとなりうる。
急速に進歩する科学技術はシステム生態学と産業生態学の手法を用いて、発電、水や廃棄物の管理、食糧生産、をより良い環境およびエネルギー活用の方へと向かわせることが可能である。

### バイオディーゼル
バイオディーゼルによる環境への影響には、エネルギーの使用、温室効果ガス排出、他幾つかの汚染が含まれる。米国農務省と米国エネルギー省による共同ライフサイクル分析では 、バスのディーゼル石油を100％バイオディーゼルに置き換えることが石油ライフサイクル消費量を95％に減少させると判明した。他にもバイオディーゼルはディーゼル石油と比較して二酸化炭素の正味排出量を78.45％削減させ、都市バスならディーゼル石油の使用に関連したライフサイクル排出量と比較してバイオディーゼルは粒子状物質の排出量を32％削減、一酸化炭素の排出量を35％削減、硫黄酸化物の排出量は8％削減になる。バイオディーゼルで炭化水素のライフサイクル排出量が35％増加し、様々な窒素酸化物(NOx)の排出量が13.5％増加したことが判明した。アルゴンヌ国立研究所によるライフサイクル分析では、ディーゼル石油の使用と比較したバイオディーゼルによる化石エネルギー使用の削減と温室効果ガス排出の削減が示された。様々な植物油（菜種油や大豆油など）に由来するバイオディーゼルは、ディーゼル石油と比較して環境中で容易に生分解される。

### 石炭の採掘および燃焼

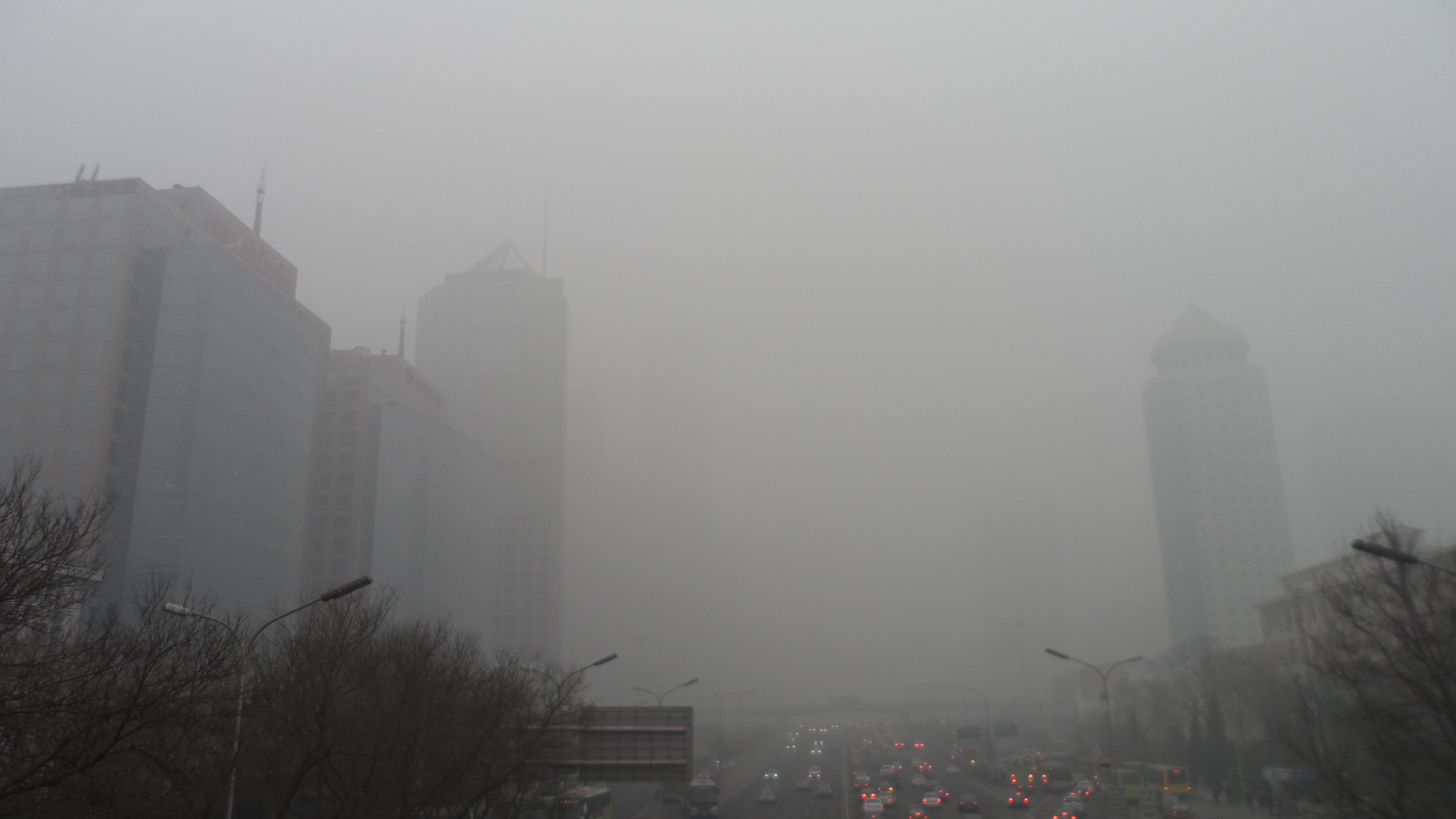
中国北京市のスモッグ

石炭の採掘および燃焼の及ぼす環境への影響は多岐にわたる。1990年に米国議会で可決された法律により、米国環境保護庁(EPA)は石炭火力発電所からの有毒な大気汚染を緩和する計画の発行を義務付けられた。遅延と訴訟を経て、EPAは法廷に2011年3月16日の期限を課せられて、その報告書を発行することとなった。

### 発電
現代社会は大量の電力を使用しているため、発電の及ぼす環境への影響は重大である。この電力は通常、他種類のエネルギーを電気に変換する発電所で生成される。各々のそうしたシステムには長所と短所があるが、その多くは環境問題を引き起こしている。

### 原子力

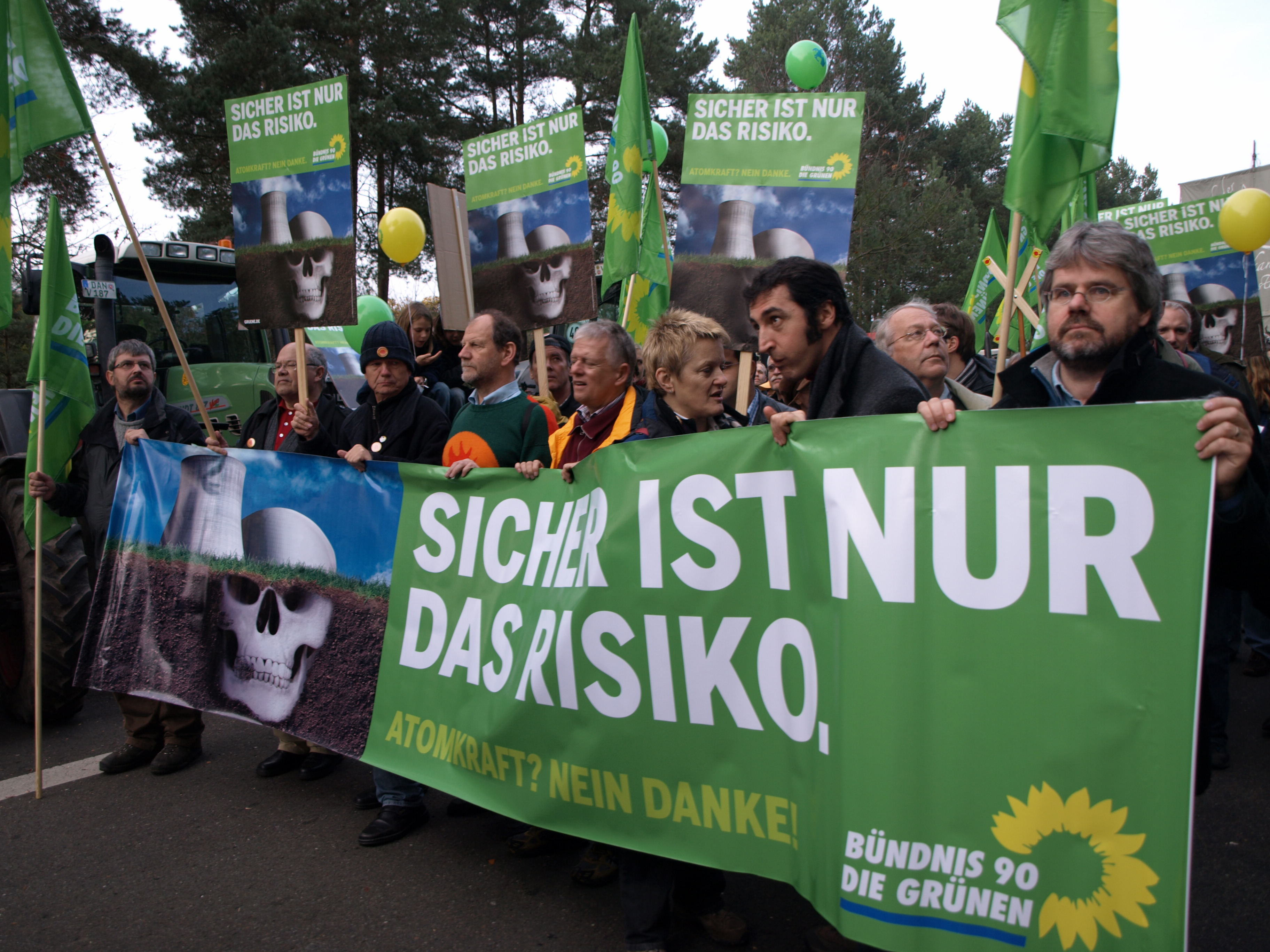
ドイツ北部ゴアレーベンにある放射性廃棄物処分場付近での反原子力デモ

原子力の及ぼす環境への影響は、核燃料や放射性廃棄物の採掘、処理、輸送、保管といった核燃料サイクルの工程から生じる。放たれた放射性同位体は、その放射性粒子が様々な伝送経路を介して生物に侵入するため、人類、動物、植物などに健康上の危険をもたらす。
放射線は発癌性物質であり生物や生命システムに多くの影響を引き起こす。 チェルノブイリ原子力発電所事故、福島第一原子力発電所事故、スリーマイル島原子力発電所事故などの原子力発電所災害による環境への影響はほぼ無限に持続する、ただし（原子力自体の問題ではなく）フェイルセーフシステムの不適切管理や自然災害で発電機に異常な歪みが加わるなど幾つかの別要因がこれら事件の一因となっている。放射性崩壊速度はそれぞれ同位体の核特性に応じて大きく異なる。 放射性プルトニウム244の半減期は8080年で、これは特定サンプルの半分が減衰するまでに要する期間を示すものだが、核燃料サイクルで生成されるプルトニウム244はほとんど無く、半減期の短い物質は活動が低いので危険性の低い放射線を発する。

### オイルシェール産業

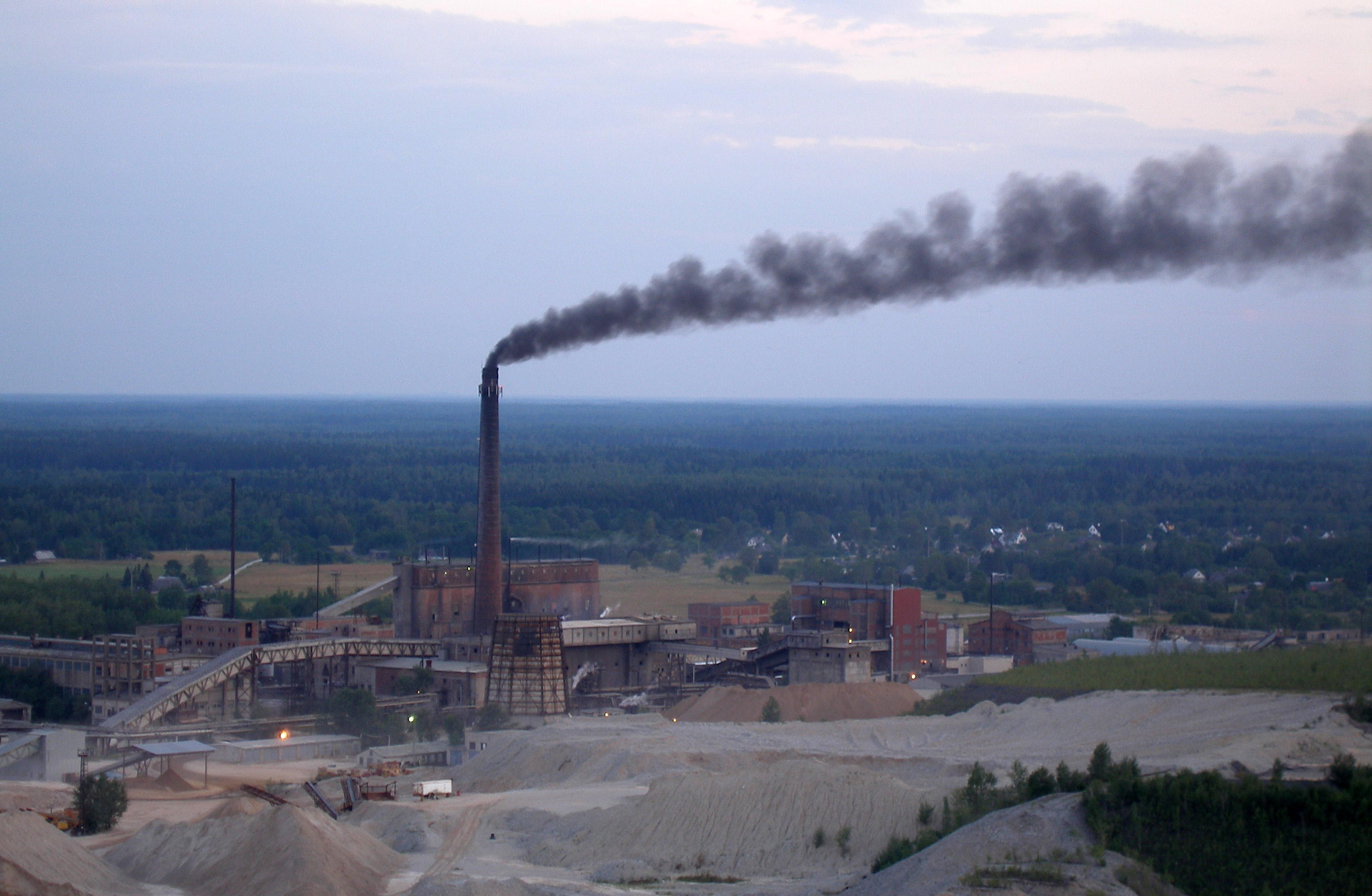
エストニアのイダ＝ヴィル県にあるキヴィオリ・オイルシェール精製化学工場

オイルシェール産業の及ぼす環境への影響には、土地利用、廃棄物管理、オイルシェールの抽出および処理に起因する水質汚染と大気汚染などの勘案問題が含まれる。オイルシェール鉱床の露天掘りは、露天掘りによる一般的な環境上の影響を引き起こす。 さらに、その燃焼や抽出処理は処分の必要な廃棄物を出したり、主な温室効果ガスである二酸化炭素を含む有害成分を大気に放出してしまう。 試験的な現地変換プロセスと二酸化炭素貯留技術がこれら懸念の幾つかを将来的に減らす可能性はあるが、地下水汚染などの別問題が浮上してしまう可能性もある。

### 石油
石油はほぼ全ての生命体に有毒なので、石油の及ぼす環境への影響は悪いものが多い。石油とは各種オイルや天然ガスについての一般的な単語で、現代社会のほぼあらゆる側面、特に家庭用と商業用双方の輸送および暖房に密接に関連している。

### 貯水池

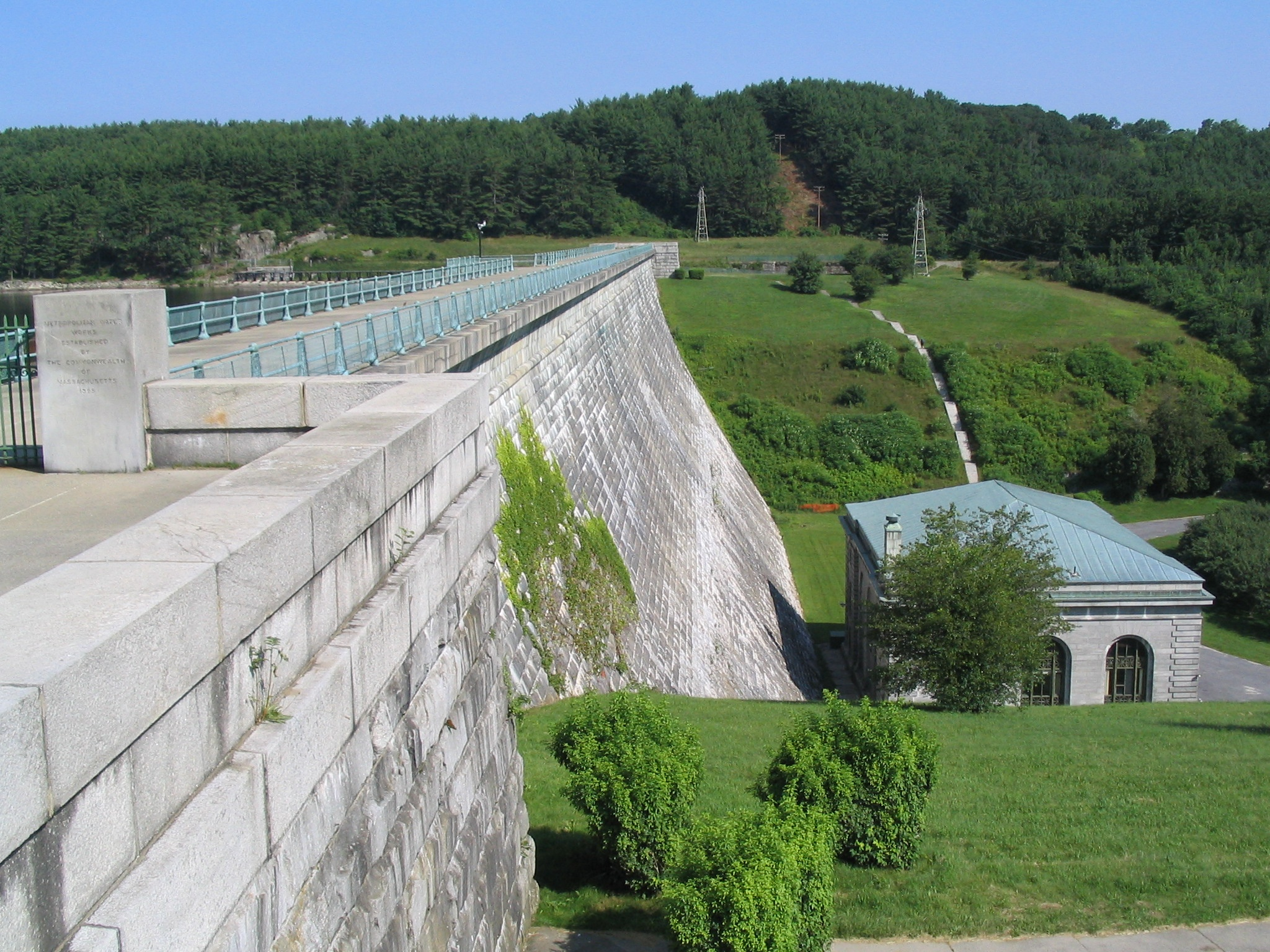
マサチューセッツ州クリントンにあるワチュセットダム

世界の水需要とエネルギー需要が増加して貯水池の数と規模が大きくなるにつれて、貯水の及ぼす環境への影響がますます注視されつつある。
ダムおよび貯水池は、飲料水を供給し、水力発電を行い、灌漑用の水供給を増やし、洪水制御を行うために使用されている。しかしながら、建設中ないし建設後に環境や社会への有害な影響も多くの貯水池で確認されている。その影響はダムや貯水池によって大きく異なるが、遡河回遊魚が昔からの繁殖地に到達できない、川下への水の流量が減る、当該地域の漁村の漁獲量が減る、などが一般的な批判として挙げられる。科学技術の進歩がダムにおける多くの悪影響への解決策を出しているが、これらの進歩は、法律で義務化されていなかったり罰金の恐れがない場合、投資する価値があると見なされないことも多い。貯水池事業が環境と周囲の人間集団の両方にとって最終的に有益か有害かは、1960年代より（恐らくもっと以前から）議論されている。英国では、1960年のグウィネズ (ウェールズ)におけるリンセリン貯水池の建設とキャペルセリンの洪水が今日まで続く政治的騒動を引き起こした。近年では、三峡ダム建設やその他同様の事業がアジア、アフリカ、ラテンアメリカ各地で多くの環境的・政治的議論を生みだしている。

### 風力発電

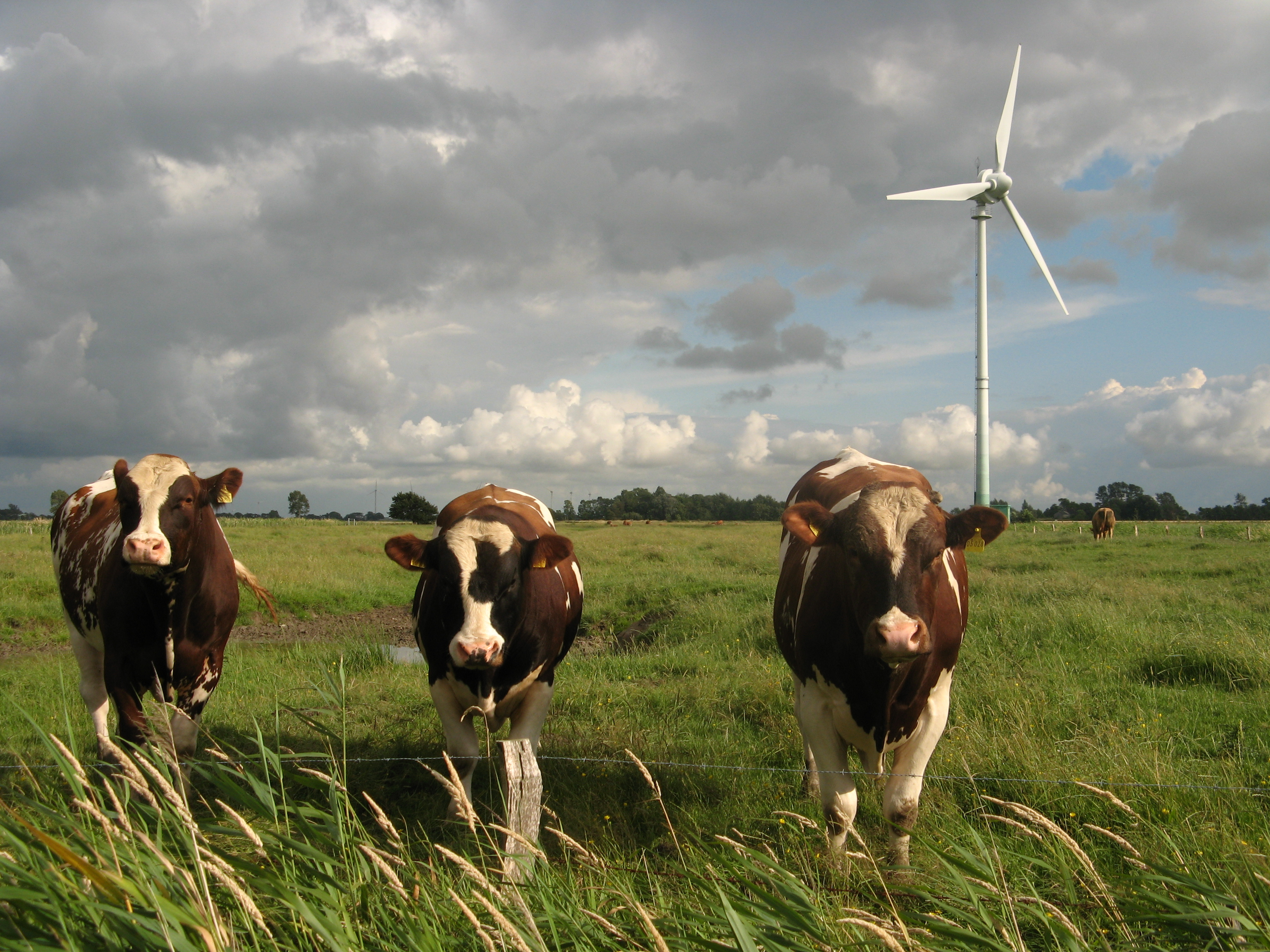
農業用に設置されている風力タービン

従来のエネルギー資源による環境への影響と比較して、風力発電の及ぼす環境への影響は比較的小さい。 風力発電は化石燃料の電源とは異なり、燃料を消費せず大気汚染も起こらない。 風力発電所の建設に使用される資材の製造および輸送に消費されるエネルギーは、その発電所で数か月以内に生み出される新たなエネルギー量と同等である。 風力発電所は土地の広い範囲を覆い尽くしてしまう場合もあるが、土地利用の多くは農業などと共存可能で、タービンの基礎とインフラの狭い範囲だけが利用できなくなる。
風力タービンで鳥やコウモリの死亡（バードストライク）が報告されているが、他の人工構造物の周辺にも見られる。 生態学的影響の規模は個別の状況次第だが、重大な場合とそうでない場合がある。野生生物死亡災害の防止と軽減、泥炭地の保護などの政策が、風力タービンの設置と運用に影響を与えている。
風力タービンのすぐ近くに住む人々への騒音の影響に関しては相反する報告がある。

## 製造業

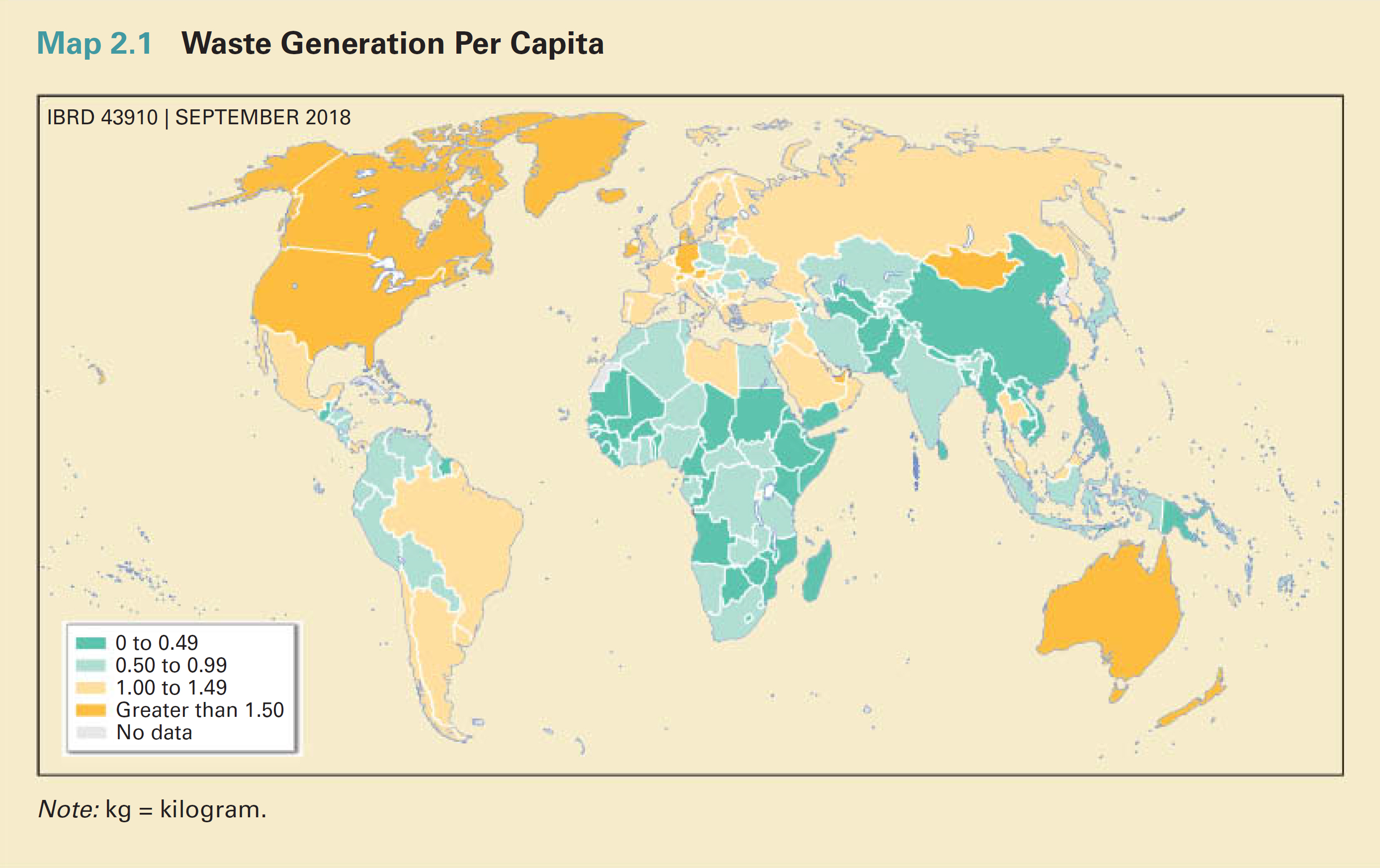
1人1日あたりkgで測定された、各国の廃棄物発生量

### 洗浄剤
洗浄剤の及ぼす環境への影響は多岐にわたる。 近年は、これらの影響を緩和する対策が講じられている。

### ナノテクノロジー
ナノテクノロジーの及ぼす環境への影響は、環境の改善に役立つナノテクノロジー革新の可能性と、ナノテクノロジー素材が環境に放出された場合に引き起こされかねない新種の汚染可能性という、2つの側面に分けられる。ナノテクノロジーは新興分野であるため、ナノマテリアルの工業的・商業的利用が生物や生態系にどの程度影響を与えるかに関しては大きな議論がある。

### 塗装
塗装（で使用される溶剤も含む）による環境への影響は多岐にわたる。 従来の塗料や塗装工程は、鉛その他添加剤の使用に由来するものを含め、環境に有害な影響を与えてしまいかねない。環境への影響を低減する対策を講じることは可能で、 無駄を最小限に抑えるため塗料の量を正確に推定する、環境に好ましい塗料やコーティング、塗装付属品、技法を使用することなどがある。米国環境保護庁のガイドラインやグリーンスターの評価が適用できる基準の一部である。

### 紙

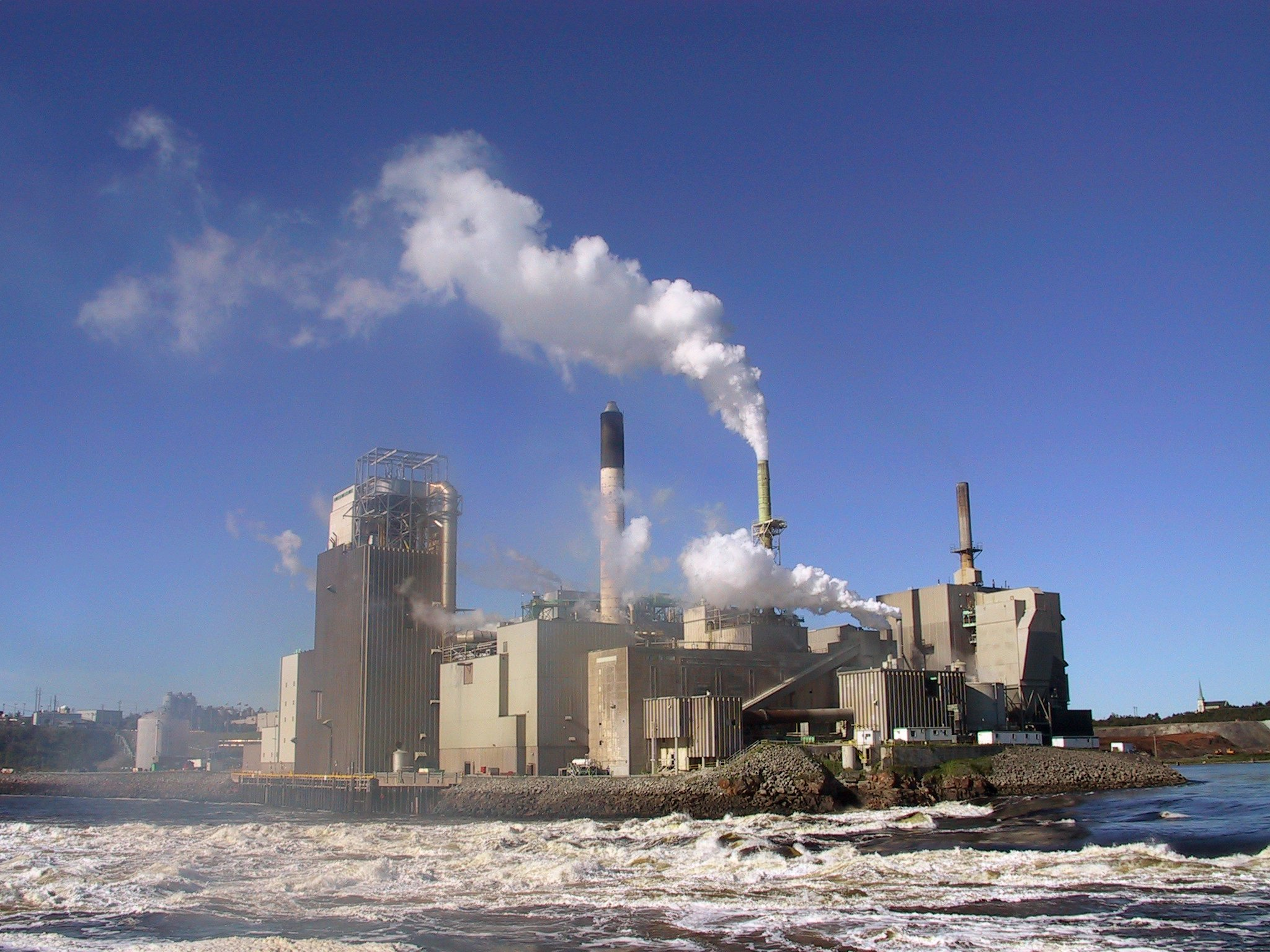
カナダのニューブランズウィック州にある紙パルプ工場。 紙パルプの製造には大量のエネルギーが必要で、その一部は木材廃棄物の燃焼から来ている。

紙の及ぼす環境への影響は非常に大きく、それが産業界に変化をもたらしたり仕事や個人レベルでも行動に変化をもたらしている。印刷機や高度に機械化された木材収穫などの近代的な科学技術を駆使することで、紙は安価な商品になった。このことが大量の消費と廃棄物につながっている。 環境団体の陳情活動による環境意識の高まりや政府規制の増加もあり、パルプおよび製紙業では持続可能性を目指す傾向が見られる。

### プラスチック

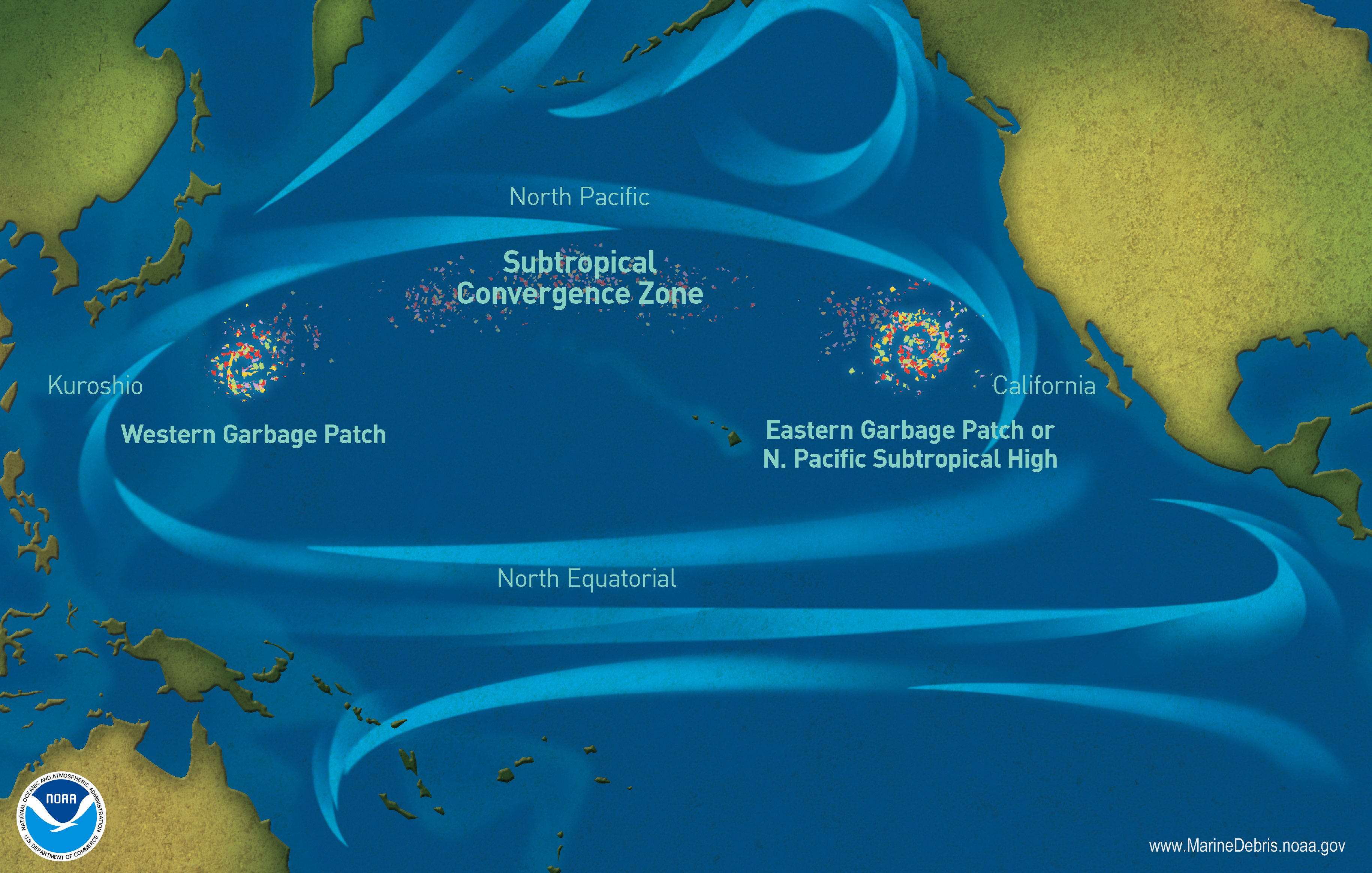
太平洋ゴミベルト

特に海洋環境ではマイクロプラスチックが問題視されている。一部の科学者は、2050年までに海の魚よりもプラスチックが多くなる可能性を示唆している。

### 農薬
農薬の及ぼす環境への影響は、農薬使用する人達に意図されたものよりも大きくなることが多い。散布された殺虫剤の98％以上および除草剤の95％が、駆除対象ではない種や、空気、水、底泥、食物といった対象種以外の行先に到達する。農薬は、生産現場や貯蔵タンクから溢れた時、畑からの流出時、廃棄時、空中散布時、藻類を殺すため水中散布される時などに土地や水を汚染する。
意図された適用地域から移動する農薬の量はその化学物質の特性、つまり土壌への結合傾向、蒸気圧、水溶性、時間経過による分解への耐性、による影響を受ける。土の質感、保水力、内包する有機物量といった土壌内の要因もその地に残留する農薬量に影響を与える。一部の農薬は地球温暖化とオゾン層破壊の要因となっている。

### 医薬品
医薬品およびパーソナルケア製品(PPCP)の及ぼす環境への影響は大概が推測である。PPCPとは個人の健康または美容上の理由で個人が使用する物品（市販薬のほか化粧品やトイレタリーに分類されるもの）で、農業関連業者によって家畜の成長促進や健康維持のため使用されたりもする。 PPCPは世界中の水域で検出されている。これら化学物質による人および環境への影響はまだ分かっていないが、現在までに人の健康に影響を与えるという科学的証拠は存在しない。

## 輸送

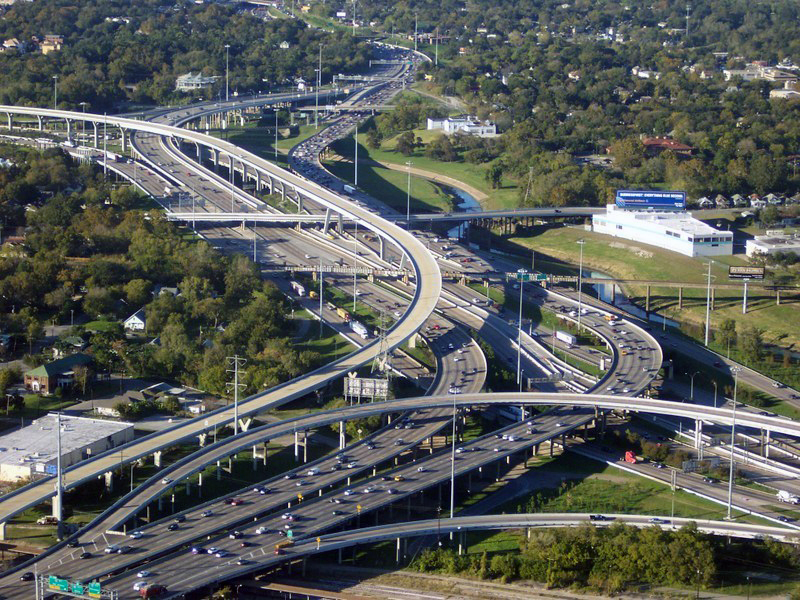
米国のヒューストン (テキサス州)繁華街近くにある州間高速道路10号線と45号線

運輸業はエネルギーの主な利用者であり世界の石油の大部分を燃焼させるため、輸送の及ぼす環境への影響は重大である。これは亜酸化窒素やPM粒子などを含む大気汚染を引き起こし、二酸化炭素の排出を介して地球温暖化の一大要因となっており、そのため輸送は最も急成長している排出部門である。部門別では陸運業が地球温暖化の最大要因となっている。
先進国の環境規制が車両個々の排出量を削減している、とはいえこれは車両数の増加および各車両の使用量増加よって相殺されている。路上走行車の二酸化炭素排出量を大幅に削減するいくつかの炭素経路(carbon pathway)が研究されている。モード間でエネルギーの使用および排出には大きな差があり、環境保護論者は空路と陸路から鉄道と人力による輸送への移行を求め、輸送の電化およびエネルギー効率の増進を求めている。このほか輸送体系の及ぼす環境への影響には渋滞や自動車志向のスプロール現象などがあり、これが自然の生息地や農地を潰してしまっている。 地球規模で運送排出量を削減することにより、地球の大気質、酸性雨、スモッグ、気候変動、には非常に良い影響が及ぶだろうと予測されている。
輸送排出ガスによる健康への影響も懸念されている。 妊帰に対する交通排出量の影響に関する近年の研究調査結果は、排出ガスに曝されることが妊娠期間には悪影響であり、恐らく（胎児の）子宮内発育にも影響が及ぶと関連付けている。

### 空運
航空機のエンジンは気候変動および地球薄暮化の一因となる騒音、粒子、ガスを放出するため、空輸による環境への影響が発生する。自動車からの排出削減や更に燃料効率が高く汚染の少ないターボファンエンジンやターボプロップエンジンにもかかわらず、近年の飛行機運送の急成長が空輸による総汚染増加の一因となっている。EU圏では、1990年から2006年の間に空輸による温室効果ガス排出量が87％増加した。この現象をもたらす他の要因には、搭乗過剰な旅行者の増加やマイレージサービスなど飛行機利用をありふれたものにしようという取り組みの社会的要因がある。
航空の外部コストを確保する目的で、航空旅行への課税可能性や航空を排出取引措置に含めることに関する議論が継続中である。

### 陸運
陸運業の及ぼす環境への影響には、騒音、光害、水質汚染、生息地の破壊や攪乱、現地の大気質汚染といった高速道路（公道）の局所的影響が含まれるほか、車両の排気に起因する気候変動などの幅広い影響がある。道路、駐車場、その他関連施設の設計、建設、管理、車両の設計や規制によって影響の程度は様々である。

### 海運
海運業の及ぼす環境への影響には温室効果ガスの排出や石油流出などがある。2007年には海運からの二酸化炭素排出量が世界全体の4-5％と推定され、仮に何も行動を起こさなかった場合2020年までに最大72％増加すると国際海事機関(IMO)は推定している。また、通常は船体に付着することで、海運を通じて外来種を新たな地域に運んでしまう可能性もある。
海運からの温室効果ガス排出に関するIMO作業部会の初定例会合は、2008年6月23-27日にノルウェーのオスロで開催された。これは国際海運から生じる温室効果ガス排出の管理を目的とした削減メカニズムの技術基盤開発と、実際の削減メカニズムの草案作成が任務であり、IMOの海洋環境保護委員会(MEPC)によって追加の検討がなされた。

## 軍事

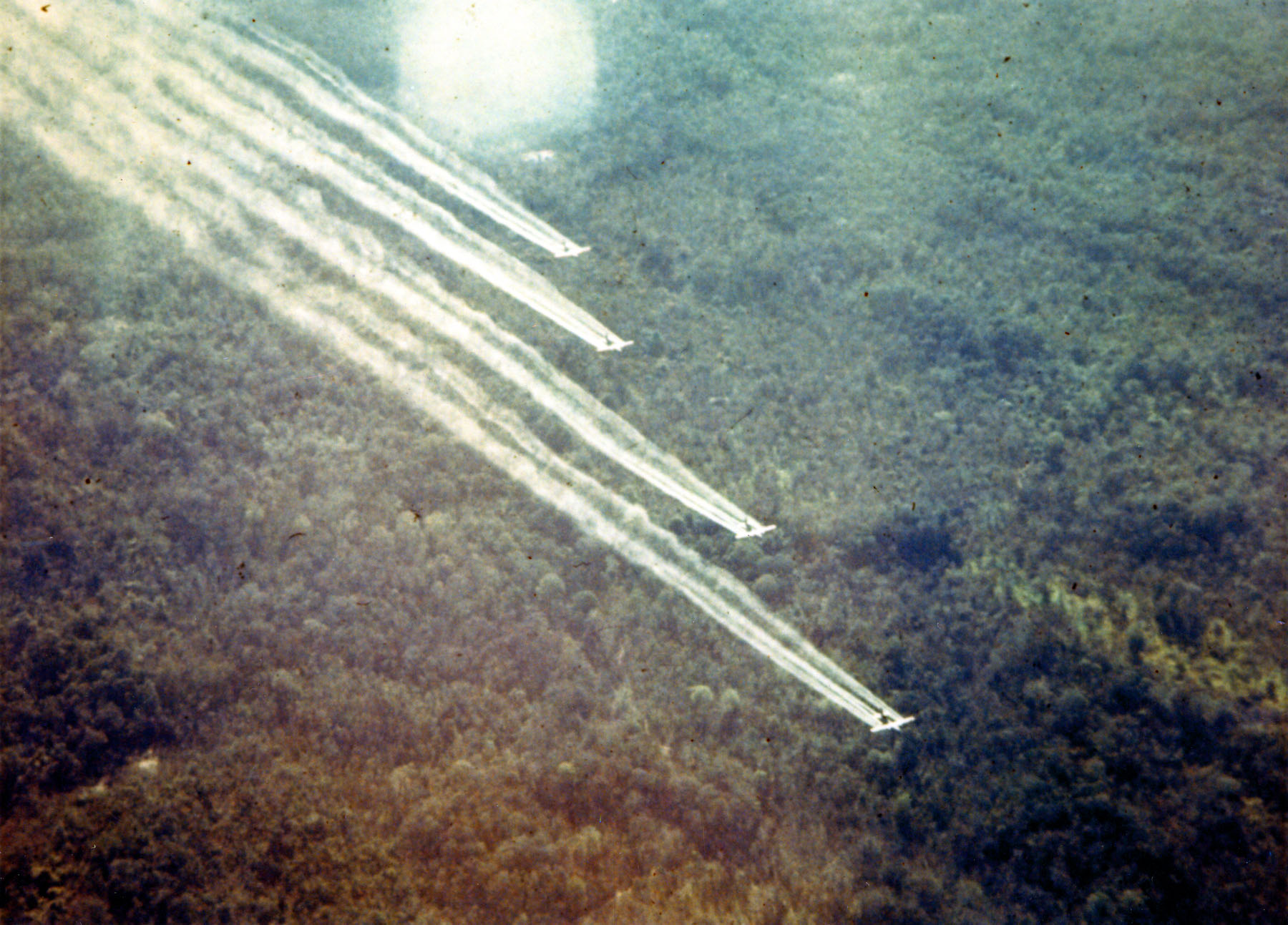
ベトナム戦争中のランチハンド作戦の一環で航空機より散布される枯葉剤

一般に軍事費および軍事活動は環境に大きな影響を与えている。アメリカ軍は世界最悪の汚染者の1つと見なされており、危険物で汚染された39,000を超える場所の原因となっている。軍事費の増加と炭素排出量の増加の間には強い正の相関関係があることを複数の研究が示しており、例えば軍事費の増加は地球の南側よりも地球北側の炭素排出量増加に大きな影響を与えることが分かっている。軍事活動もまた土地利用に影響を及ぼし、膨大な資源を消費している。
軍事は環境にただ悪影響を与えているだけではなく、地域の土地管理、保全、緑化を支援している軍事例が若干ある。加えて、ある種の軍事技術は自然保護活動家や環境科学者にとって非常に有用であることが証明されている。
人命や社会に対する消費のほかに、戦争の及ぼす環境への影響も重大である。歴史記録の多くで戦時中や戦後に焦土作戦が使用されているが、現代の科学技術を擁する戦争はそれよりも遥かに大きな壊滅を環境に引き起こす可能性がある。不発弾や地雷は土地を今後活用できなくさせたり、そこへの往来を危険または致命的なものにすることがある。

## 光害

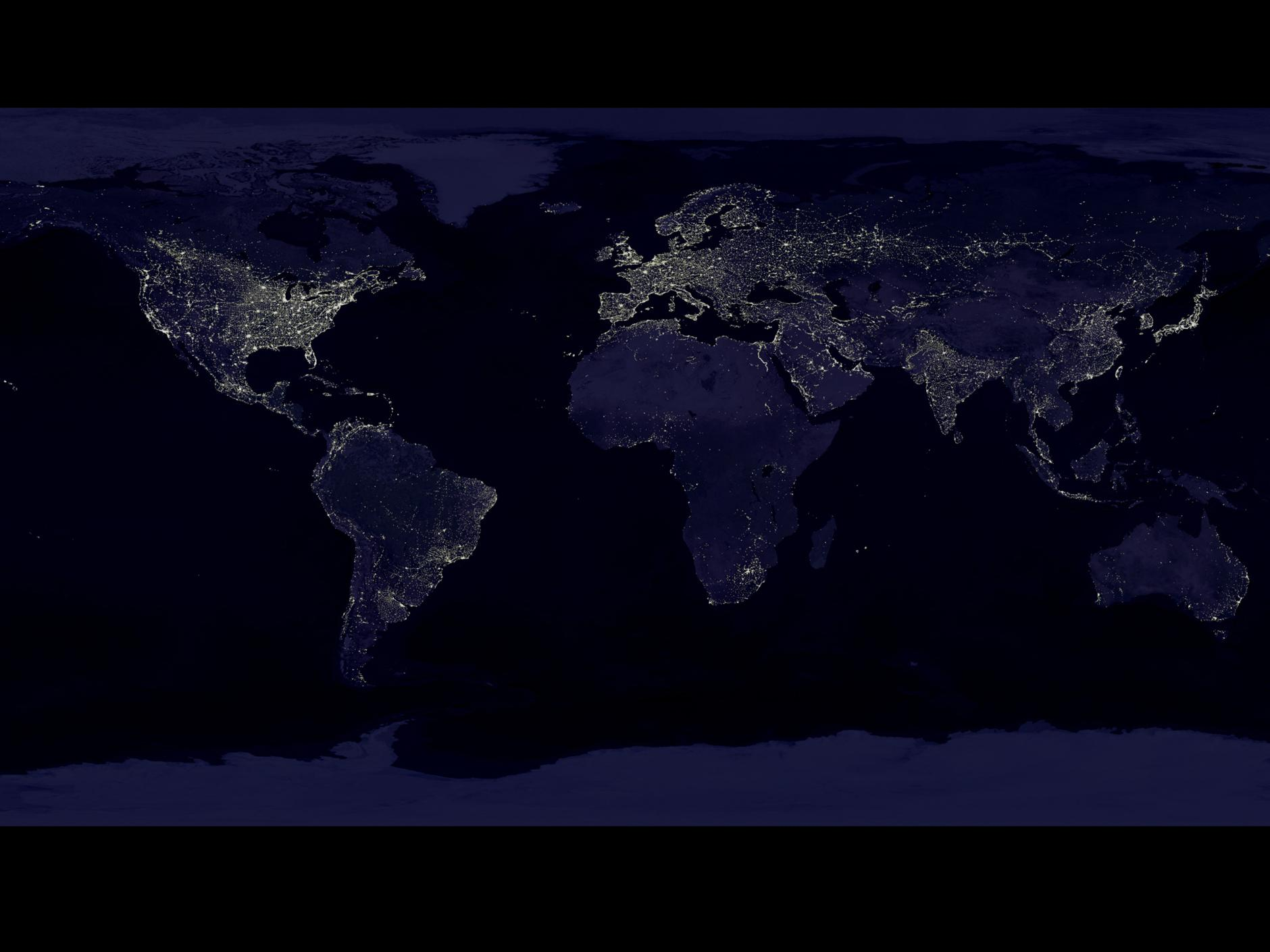
夜間の地球から見た人工的な光（合成画像）

夜間の人工的な光は、人類が生物圏に加えた最も明白な物理的変化の1つで、宇宙から観察できる最も簡単な汚染形態である。人工光の及ぼす主な環境への影響は、情報源（エネルギー源ではなく）としての光の使用に起因するものである。 視覚に頼る捕食者の狩猟効率は一般的に人工光の下で増加し、捕食者と被食者の均衡を変化させる。 人工光はまた、生物の分布や移動習性やホルモンに影響を与え、結果的に概日リズムを崩壊させてしまう。